# Palazzo Reale di Bruxelles
Il Palazzo reale di Bruxelles è la residenza ufficiale del Re del Belgio nella capitale e viene utilizzato per svolgere le sue funzioni di Capo dello Stato, oltre ad essere sede di ricevimenti ed eventi ufficiali in occasione di visite da parte di Capi di Stato. Il re e la sua famiglia vivono nel castello reale di Laeken, un sobborgo di Bruxelles, e il palazzo reale è dunque utilizzato solo come residenza ufficiale.
L'edificio è il risultato della fusione di due palazzi cittadine (il palazzo Belgioioso e il palazzo Bender) su ordine del re Guglielmo I dei Paesi Bassi; questa prima trasformazione era completato nel 1826. Dopo la Rivoluzione belga (1830) il re Leopoldo I del Belgio lo riprese come era nel 1831. Il palazzo fu in seguito completato tra 1859 e 1909 ed è stato realizzato in stile Luigi XVI per decisione del re Leopoldo II del Belgio (1835-1909). Il re Alberto I finalmente ha realizzato la Sala degli Specchi e il giardino. Il palazzo colpisce per la magnificenza dei suoi interni: fra i vari ornamenti dorati, tappeti e bellissime opere d'arte, spiccano lo splendido soffitto della Sala degli Specchi, così come le maestose sale da ricevimento e la Sala del Trono.
Le sale del palazzo sono usate per i ricevimenti e d'estate sono aperte al pubblico.

## Storia

### Palazzo del Coudenberg

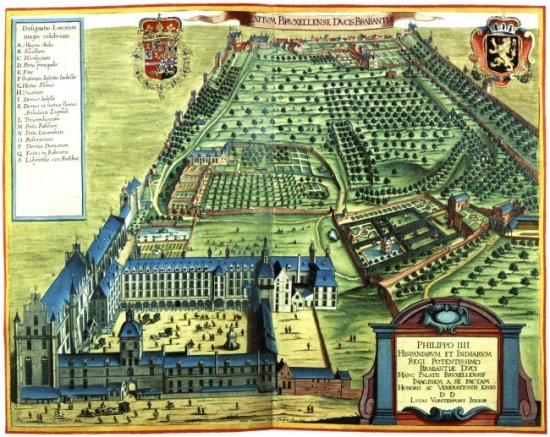
Il Palazzo del Coudenberg e i suoi giardini nel 1659, L. Vorsterman il Giovane

Situato sul Coudenberg e dominando la città, il Palazzo del Coudenberg era un complesso palaziale molto antico risalente al XI secolo, considerato una delle più belle residenze principesche d'Europa. Nel XIII secolo, i Duchi di Brabante decisero di dare alla città un ruolo politico centrale. Nel secolo successivo, questo castello difensivo divenne presto meta di diplomatici e un sito privilegiato per l'intrattenimento.
Quando il Ducato di Brabante cadde nelle mani dei Duchi di Borgogna e più precisamente di Filippo il Buono, la città di Bruxelles si sforzò di attirare questi ricchi Principi. A tal fine, la città costruì una prestigiosa sala per banchetti di Stato, l'Aula Magna, tra il 1452 e il 1460.
Il successore dei Duchi di Borgogna, Carlo V d'Asburgo, supervisionò personalmente lo sviluppo del palazzo durante la prima metà del XVI secolo. Un'imponente cappella in stile gotico fu costruita durante il suo regno.
Nel frattempo l'edificio principale venne ingrandito e rialzato, furono aggiunte nuove finestre e venne eretta una vasta galleria decorata con statue. Questo ampio complesso fu trasformato nel corso dei secoli in stile brabantino, burgundo, spagnolo e austriaco, poiché ogni sovrano era intento a lasciare il proprio segno. Opere d'arte molto raffinate impreziosivano gli appartamenti tra cui gli arazzi e i ricami più delicati, sontuosi oggetti in argento e oro, lussuosi libri illuminati e stampati, statue e busti scolpiti e le opere in vetro e porcellana più raffinate, oltre ad innumerevoli dipinti di artisti famosi come Tiziano, Rubens e Brueghel.

#### L'incendio del 1731

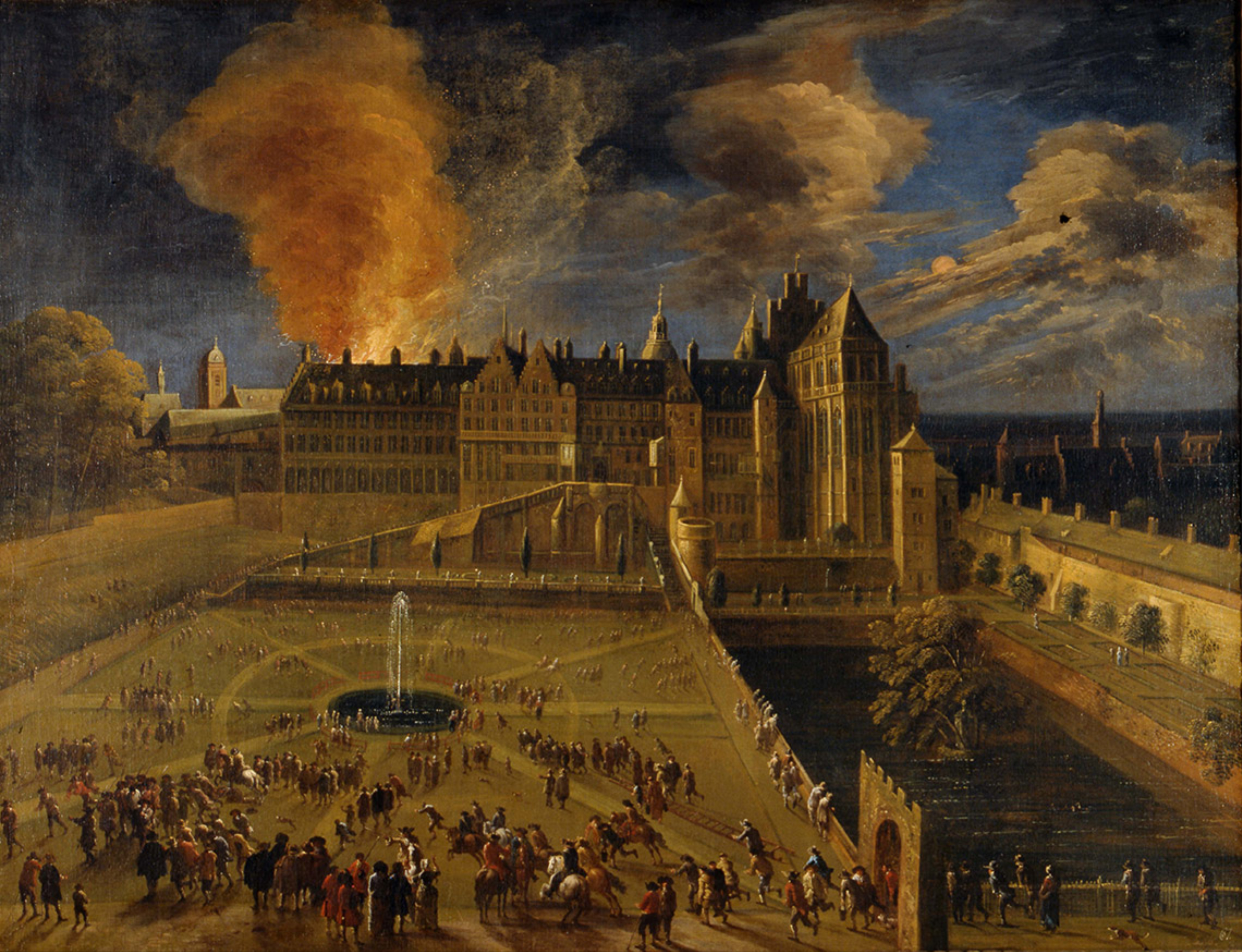
L'incendio del Palazzo del Coudenberg nel 1679

Questo imponente complesso ha subito diversi incendi nel corso dei secoli. 

Nel 1679 un incendio distrusse parte del tetto.

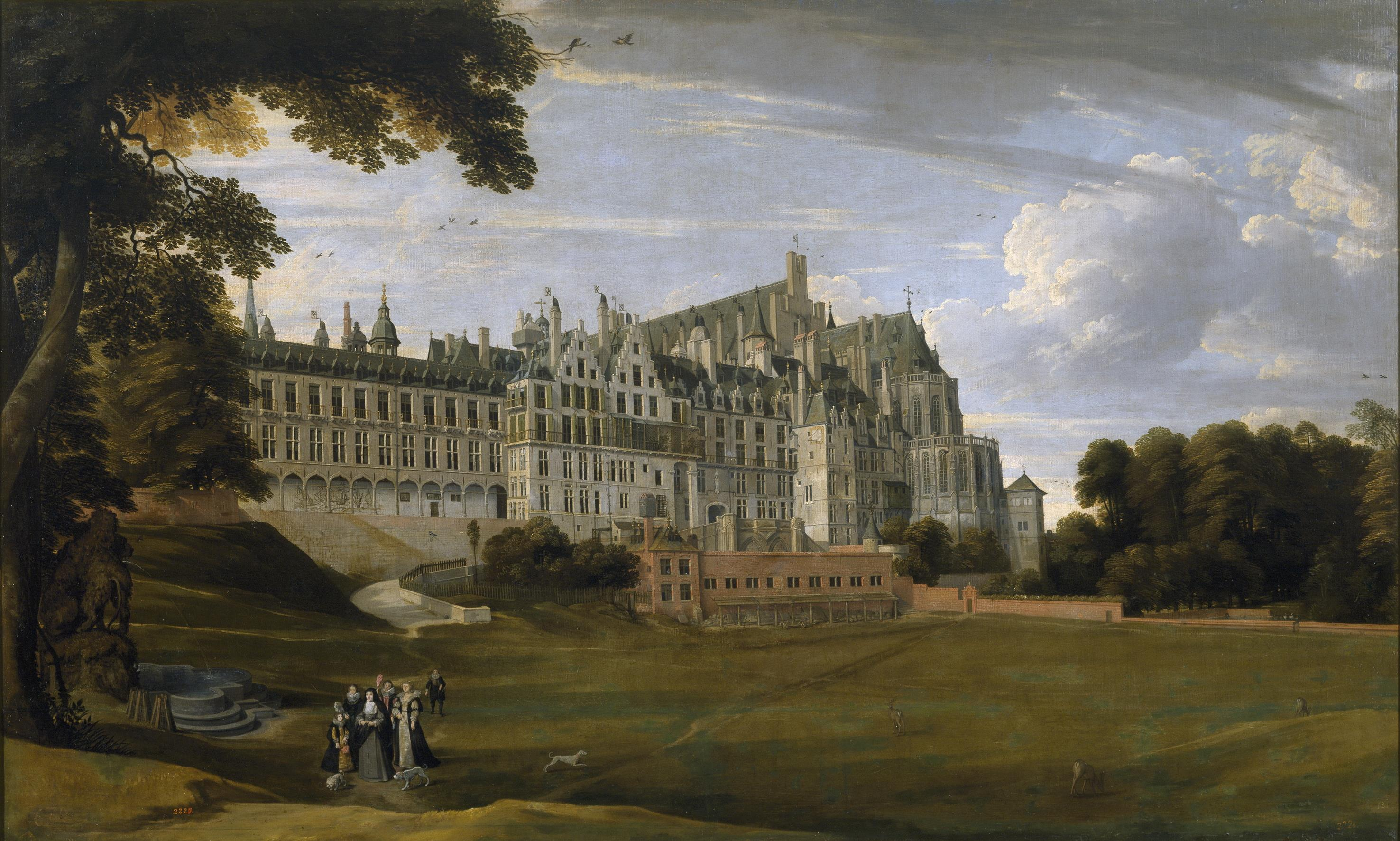
Il Palazzo del Coudenberg in una tavola de 1627

Secondo le cronache dell'epoca, il 3 febbraio 1731, dopo una giornata faticosa, la Governatrice dei Paesi Bassi Austriaci, Maria Elisabetta d'Asburgo, si ritiró nei suoi appartamenti nel palazzo di Bruxelles. Estremamente stanca, la sorella dell'Imperatore Carlo VI d'Asburgo non riuscì a spegnere le candele e così il fuoco passò rapidamente attraverso pannelli di legno in stanze adiacenti. Per tutta la notte, le guardie del palazzo tentarono per estinguere l'incendio con secchi in pelle e pompe a spruzzo d'acqua. Le milizie cittadine che si riunirono rapidamente per aiutare vennero respinte nella confusione. Lo stretto rispetto del protocollo, che proibiva formalmente l'accesso agli appartamenti privati del Governatore, impedì ai vigili del fuoco di attaccare la fonte dell'incendio. L'istitutrice fu salvata dall'intervento di un granatiere che osò abbattere le porte dei suoi appartamenti. Inoltre, il vento era molto forte e le condizioni di gelo ostacolavano l'approvvigionamento idrico.
Dal rapporto investigativo, sembra che i testimoni non osassero accusare direttamente la signora Capellini, la cameriera del Governatore e una delle sue compagne preferite, ma che comunque la ritenevano colpevole. I risultati dell'indagine miravano a proteggere la governante stabilendo che l'incendio si era originato in una cucina situata sotto i suoi appartamenti, dove si stava preparando un banchetto.
Dopo il dramma del 1731 che distrusse metà del palazzo, la corte si trasferì nella vicina residenza di Nassau, che servì da futuro palazzo a Carlo di Lorena. Le rovine del palazzo furono lasciate quasi completamente abbandonate per quarant'anni e furono soprannominate la "Corte bruciata".

### Ricostruzione negli anni 1770
Negli anni 1770, la volontà politica e le condizioni finanziarie si incontrarono attorno a un progetto architettonico su larga scala per riqualificare l'intero distretto giudiziario. Le rovine del vecchio palazzo e numerosi edifici circostanti furono rimossi per far posto alla creazione di una nuova piazza: Place Royale. La piazza doveva essere delimitata da edifici neoclassici, che possono ancora essere visti oggi.
Per quanto riguarda il parco e i numerosi giardini del palazzo, vennero sostituiti da un parco neoclassico e gli ex pendii del Coudenberg scomparirono dal paesaggio urbano. Alcuni elementi dei vecchi edifici sono stati tuttavia conservati per funzionare come cantine e fondazioni per le nuove costruzioni. Sono questi resti che è possibile visitare oggi nel sito archeologico di Coudenberg.
Bruxelles divenne una delle capitali comuni (insieme a L'Aia) del Regno Unito dei Paesi Bassi in seguito al Congresso di Vienna nel 1814. Al fine di fornire una residenza per il Re dei Paesi Bassi, due grandi palazzi nel centro di Bruxelles, i Di Belgioioso House e Von Vender House, vennero uniti. La strada tra loro era chiusa e fu costruita una galleria che collegava i due edifici per formare un palazzo più grande, anche se piuttosto sconnesso. 
Il lavoro ebbe luogo per diversi anni e nel 1829 la proprietà fu messa a disposizione del re Guglielmo I dei Paesi Bassi. Tuttavia, dopo la rivoluzione belga dell'anno successivo, il palazzo divenne la residenza ufficiale del neoeletto sovrano belga, re Leopoldo I del Belgio. 
Il nuovo Re usava il palazzo principalmente per le funzioni ufficiali mentre utilizzava il vicino palazzo di Laeken come sua residenza principale.

#### Da Palazzo a Residenza

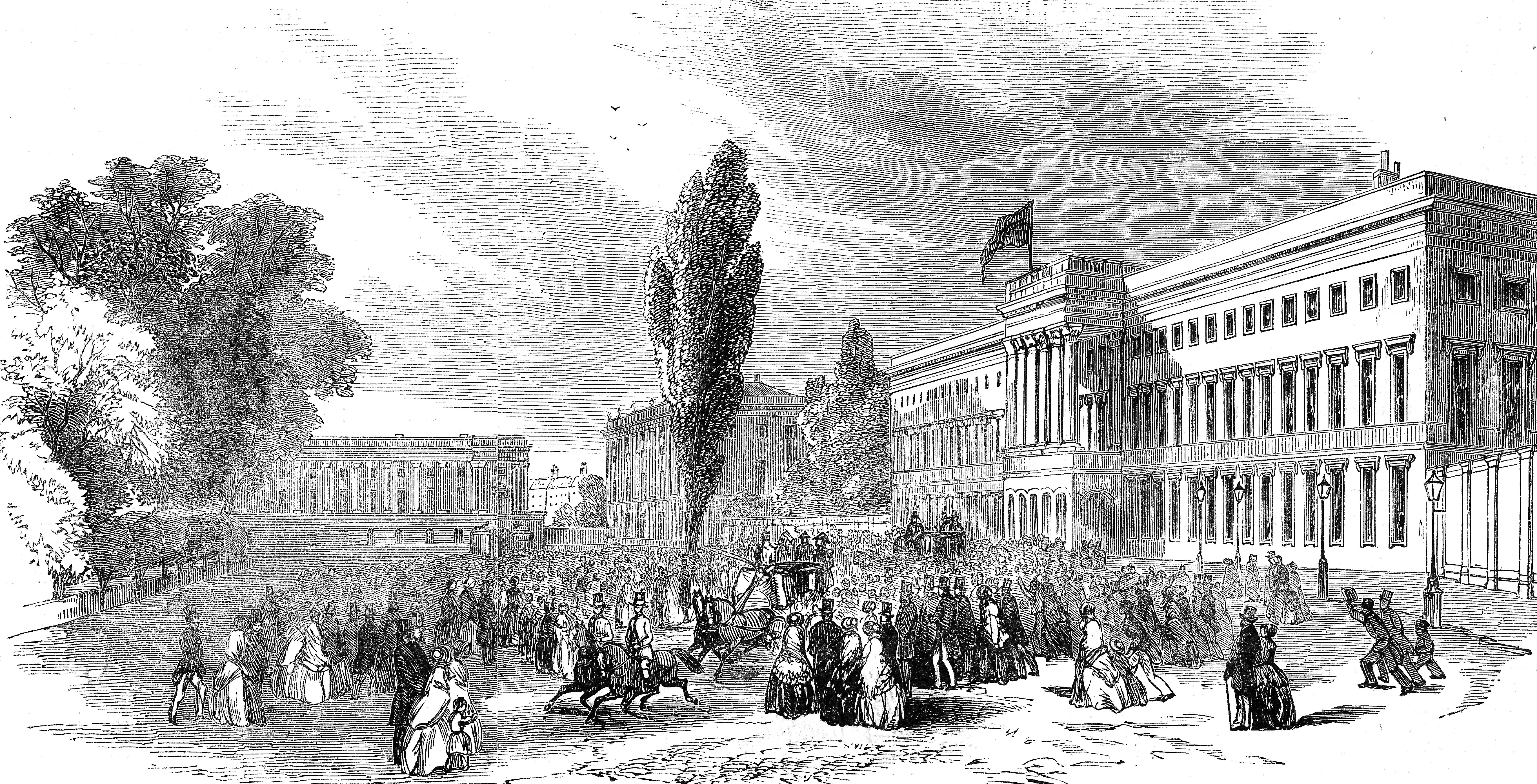
Il Palazzo Reale nel 1852.

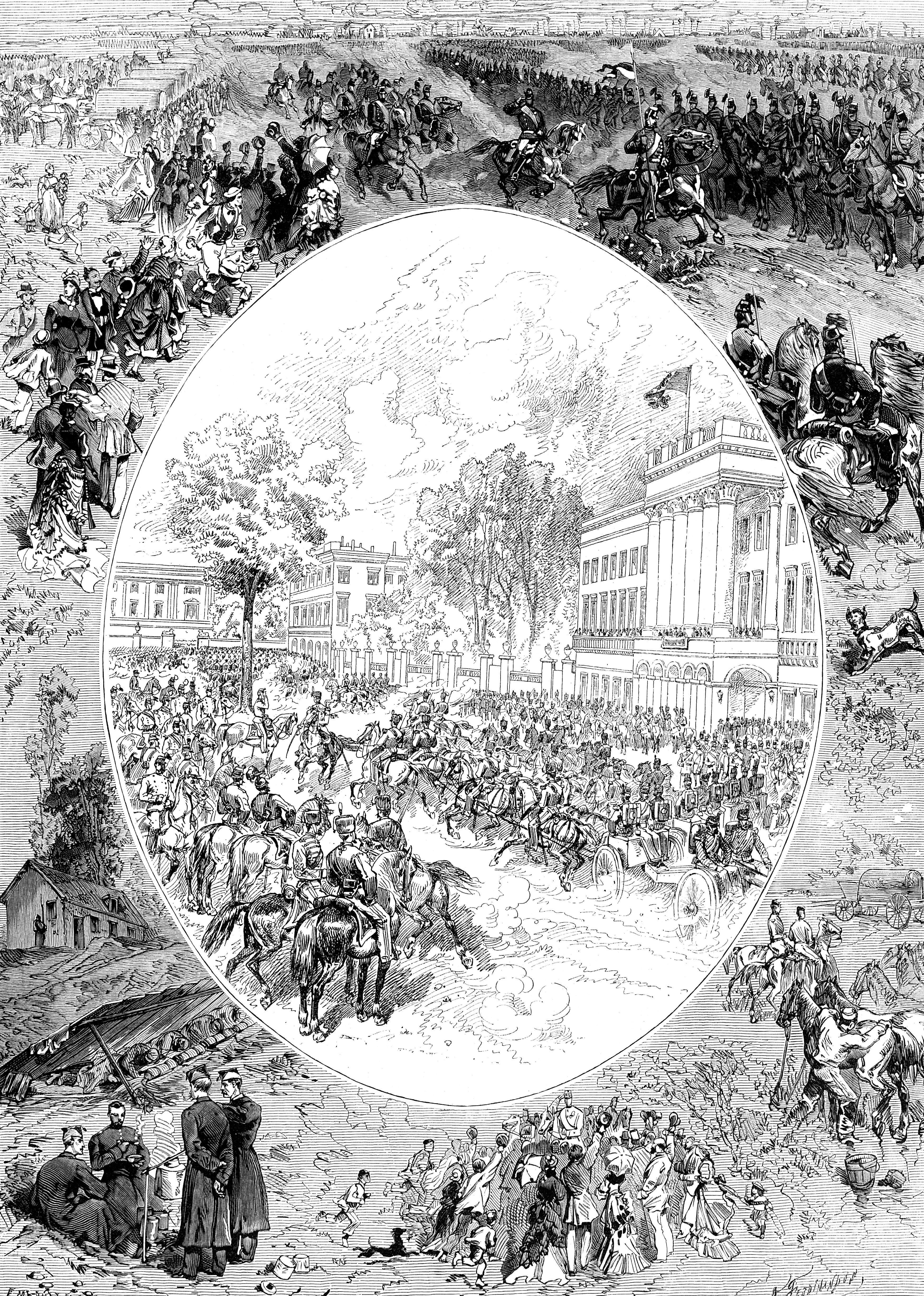
Sfilata dell'armata belga davanti al Palazzo reale nel 1857

Fu durante il regno di re Leopoldo II del Belgio che il palazzo subì un cambiamento significativo. Sentendo che il palazzo non era abbastanza grande per un Sovrano, raddoppiò quasi le dimensioni dell'edificio, aggiungendo molte delle sale di rappresentanza e delle gallerie esistenti oggi. Tra i suoi contributi ci sono la Scala Grande e la Sala del Trono tra molti altri. Ha anche stabilito appartamenti formali per ospiti stranieri. 
Dopo la sua morte nel 1909, l'edificio fu dotato di una nuova facciata, che comprendeva un giardino formale di fronte al palazzo.

### Il palazzo oggi
Dopo la ristrutturazione sotto Leopoldo II del Belgio, il Palazzo Reale continua ad ospitare la famiglia reale belga. Sovrani successivi e i loro consorti hanno aggiunto i loro tocchi al palazzo. La più importante è la regina Paola del Belgio che ha iniziato a incorporare alcune opere d'arte moderna nell'arredo, mescolandolo senza soluzione di continuità con alcuni dei vecchi dipinti e sculture della collezione reale.
Per sua volontà, dal 2002, sono ospitate 4 opere in rappresentanza dell'arte contemporanea belga: Jan Fabre ha ricoperto il soffitto e lo scenografico lampadario della Sala degli Specchi con 1.4 milioni di scarafaggi thailandesi, che riflettono la luce e danno alla sala un'energia unica; 7 dipinti monocromi di Marthe Wéry sono esposti nella hall che porta agli uffici del re; i ritratti fotografici di Alberto II del Belgio e di Paola di Liegi a grandezza naturale, opera del fotografo Dirk Braeckman, decorano la sala vicino alla grande scalinata; Patrick Corillon ha infine collocato 11 vasi d'oro nella Sala dell'Impero, ciascuno con della terra proveniente dalle province belghe e dei fiori che raccontano la storia di questa terra. 
Il palazzo ospita inoltre gli archivi reali, accessibili su richiesta. Il parco adiacente, Warandepark, misura più di 13 ettari di terreno. Passeggiando nel parco si possono trovare più di 60 statue, fontane, porte in stile classico e padiglioni dove avvengono numerosi spettacoli nel periodo estivo.

#### Utilizzo
Il palazzo non è utilizzato come residenza reale ufficiale, siccome il re e la sua famiglia vivono nel castello reale di Laeken, in un sobborgo di Bruxelles.
È all'interno del palazzo reale di Bruxelles che hanno luogo le attività ufficiali dei Monarchi del Belgio. Il palazzo reale di Bruxelles viene tradizionalmente aperto al pubblico in occasione della festa nazionale del Belgio per due mesi circa.

Durante le visite ufficiali i capi di Stato stranieri soggiornano nel palazzo. Le sale del palazzo sono usate per i ricevimenti e d'estate sono aperte al pubblico.

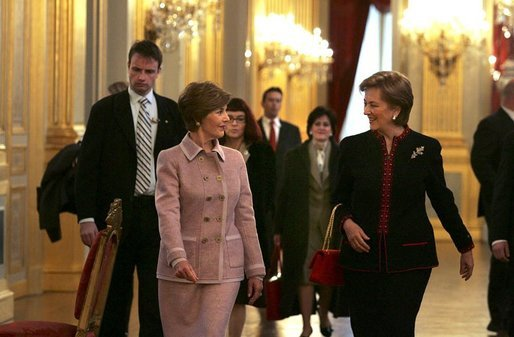
La regina Paola e Laura Bush nel Palazzo reale di Bruxelles (2005).
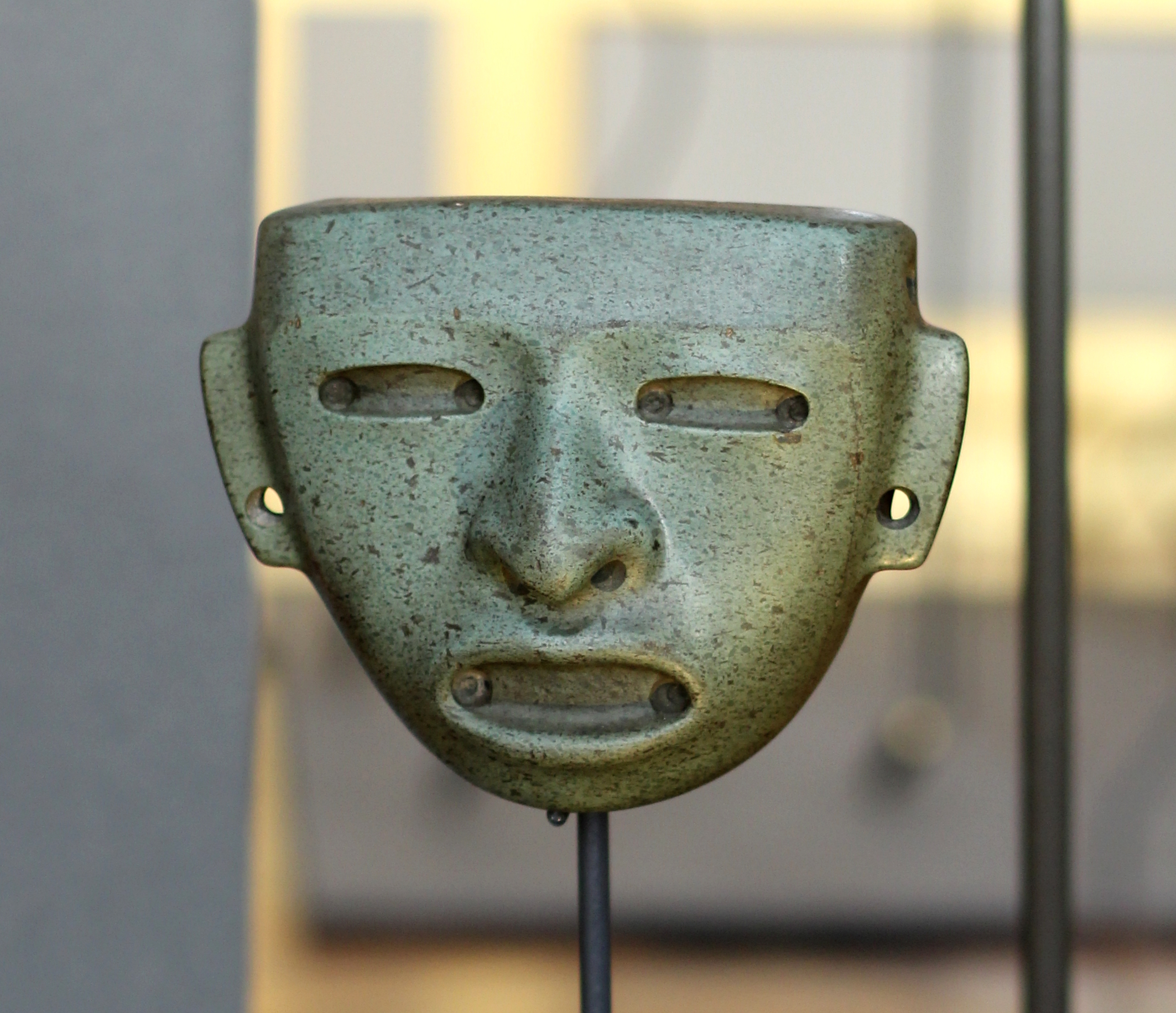
Una delle opere di arte moderna volute dalla regina Paola del Belgio.
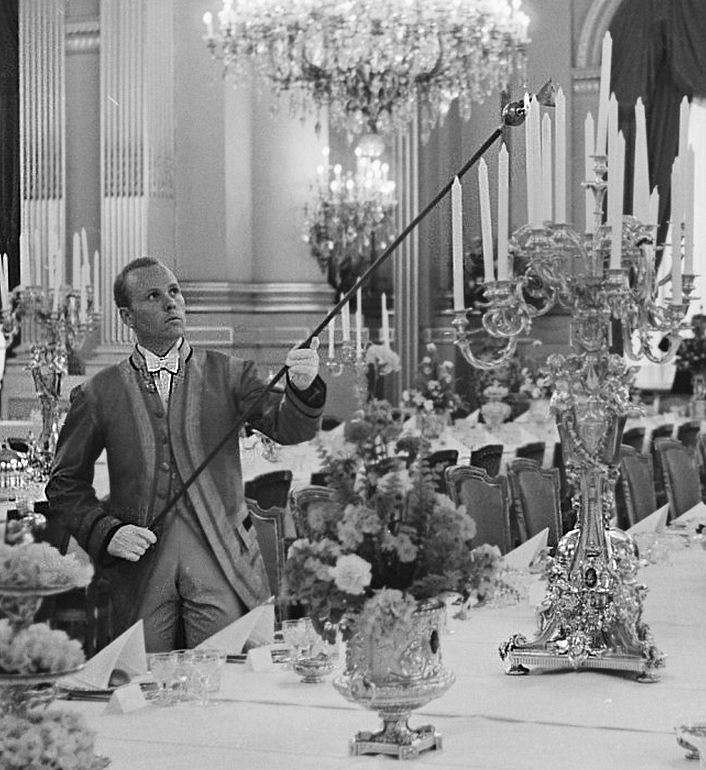
Il Palazzo è utilizzato per cerimonie ufficiali a corte. (foto del 1960)
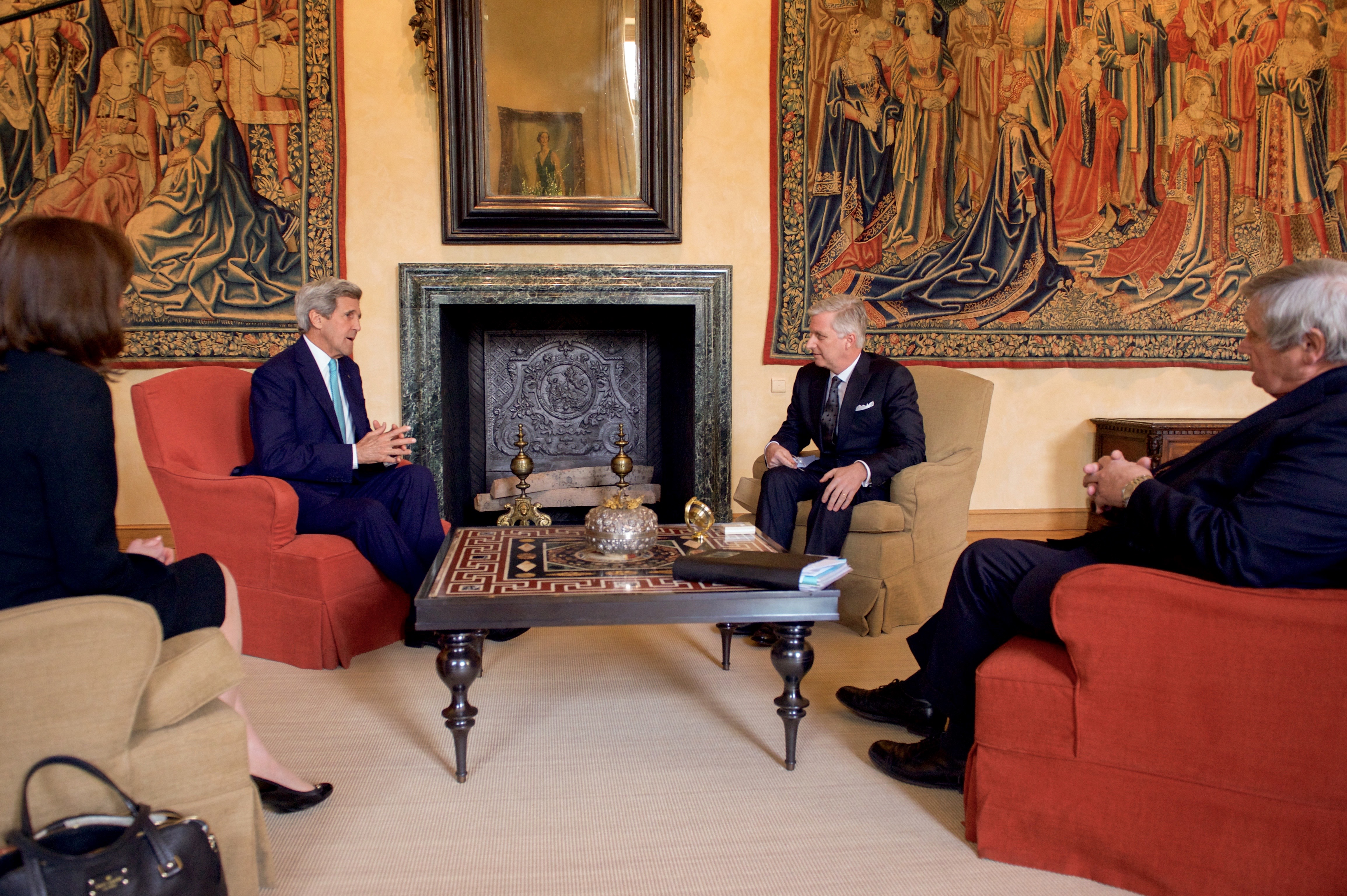
Re Filippo durante un udienza privata con il Segretario di Stato degli Stati Uniti John Kerry nel suo ufficio (2016).

## Architettura
Ricostruito nel XIX secolo e completato nei primi del Novecento, il palazzo colpisce soprattutto per la magnificenza dei suoi interni e vi si trovano esposte alcune opere importanti. L'edificio è imponente e maestoso: la costruzione venne infatti edificata in stile Luigi XVI per decisione del re belga Leopoldo II.
Gli interni sono maestosi, e fra i vari ornamenti dorati, tappeti e bellissime opere d'arte, spiccano lo splendido soffitto della Sala degli Specchi, così come le maestose sale da ricevimento e la sala del Trono.

L'appartamento della famiglia reale si trova nel palazzo così come gli Archivi Reali, accessibili su richiesta. Il parco adiacente, Warandepark, misura più di 13 ettari di terreno. Nel parco si possono trovare più di 60 statue, fontane, porte in stile classico e padiglioni dove avvengono numerosi spettacoli nel periodo estivo.

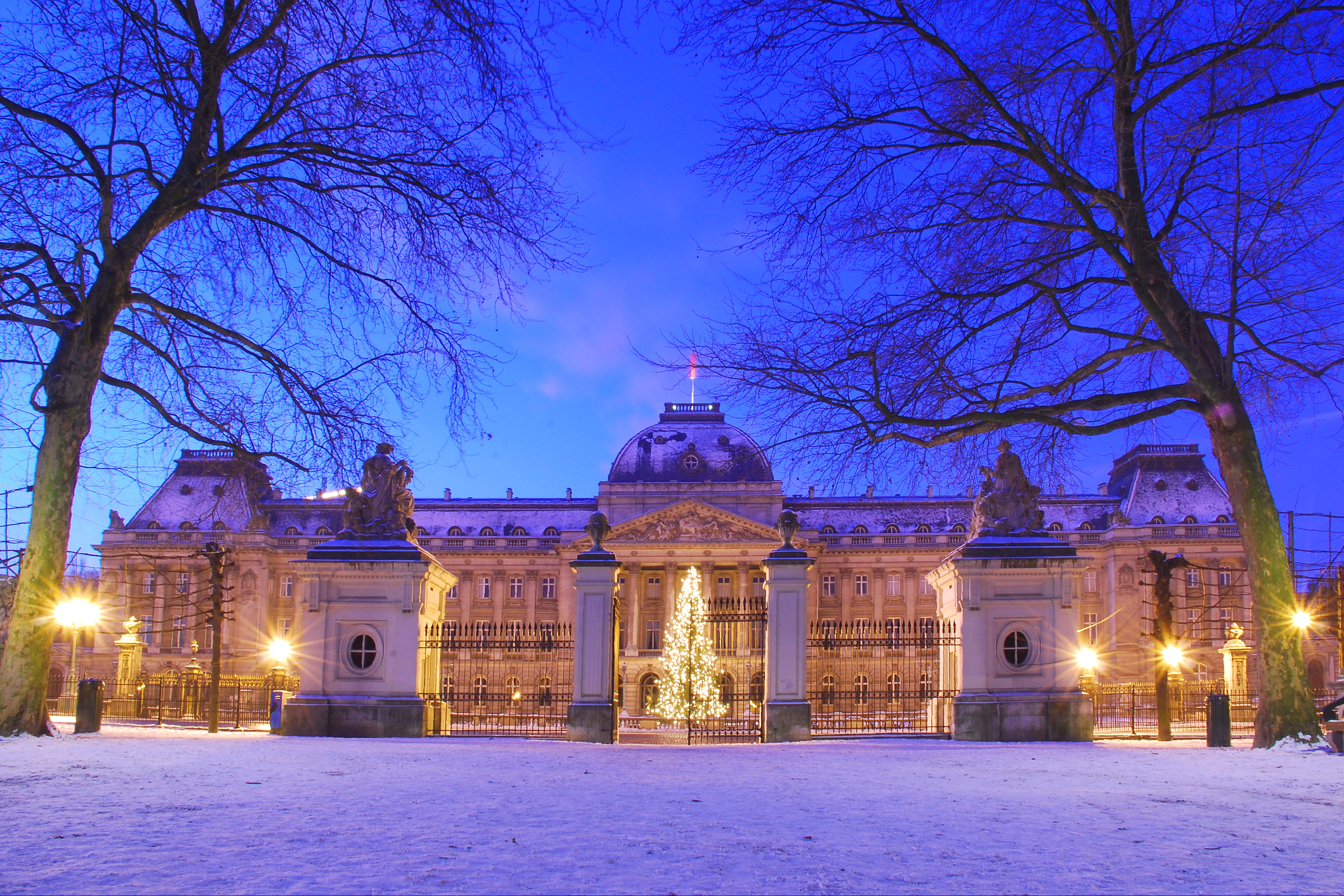
Il Palazzo Reale visto dal parco di Bruxelles durante l'inverno.
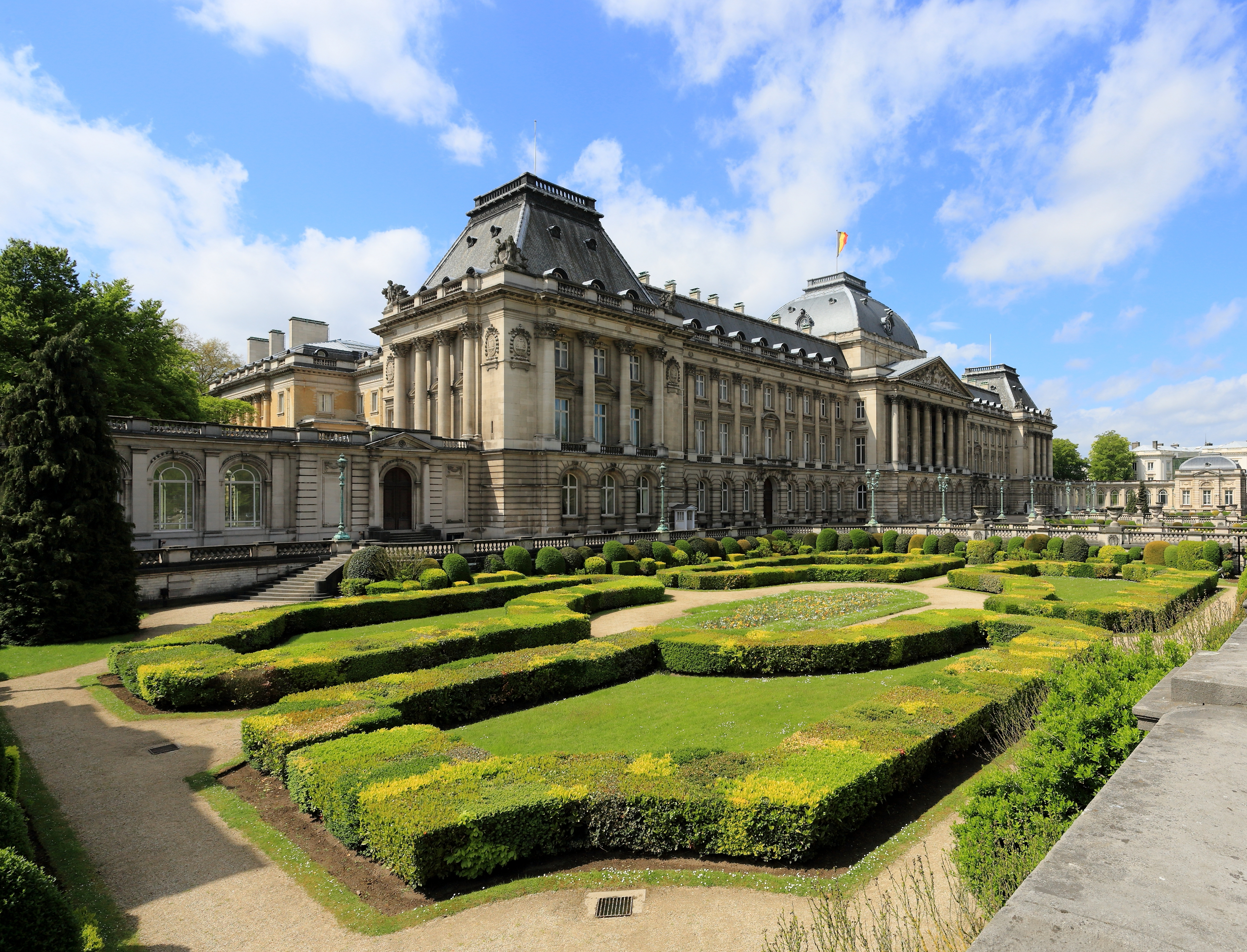
Il Palazzo Reale.
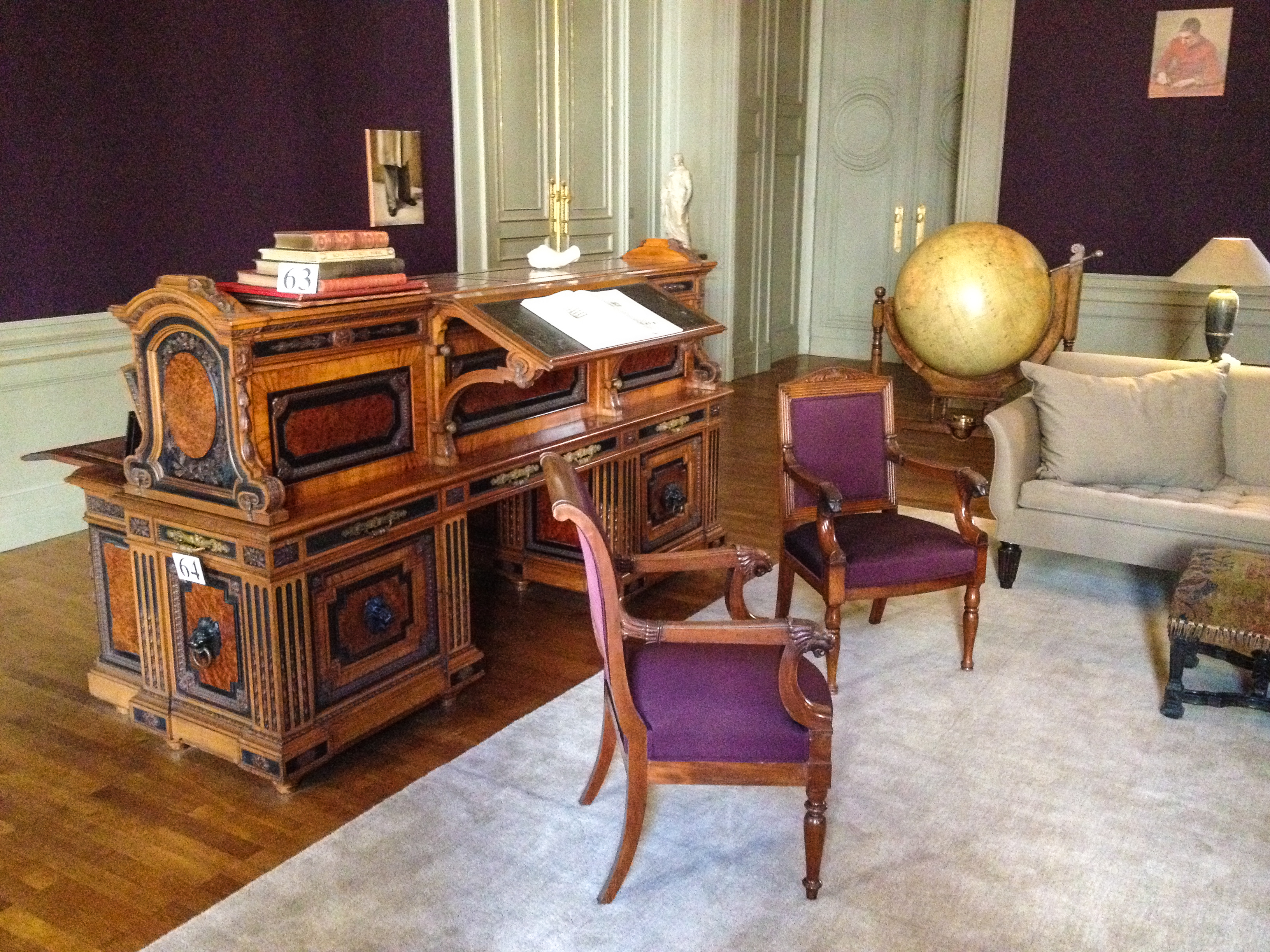
Una stanza del Palazzo Reale di Bruxelles.

### La scala d'onore e il vestibolo

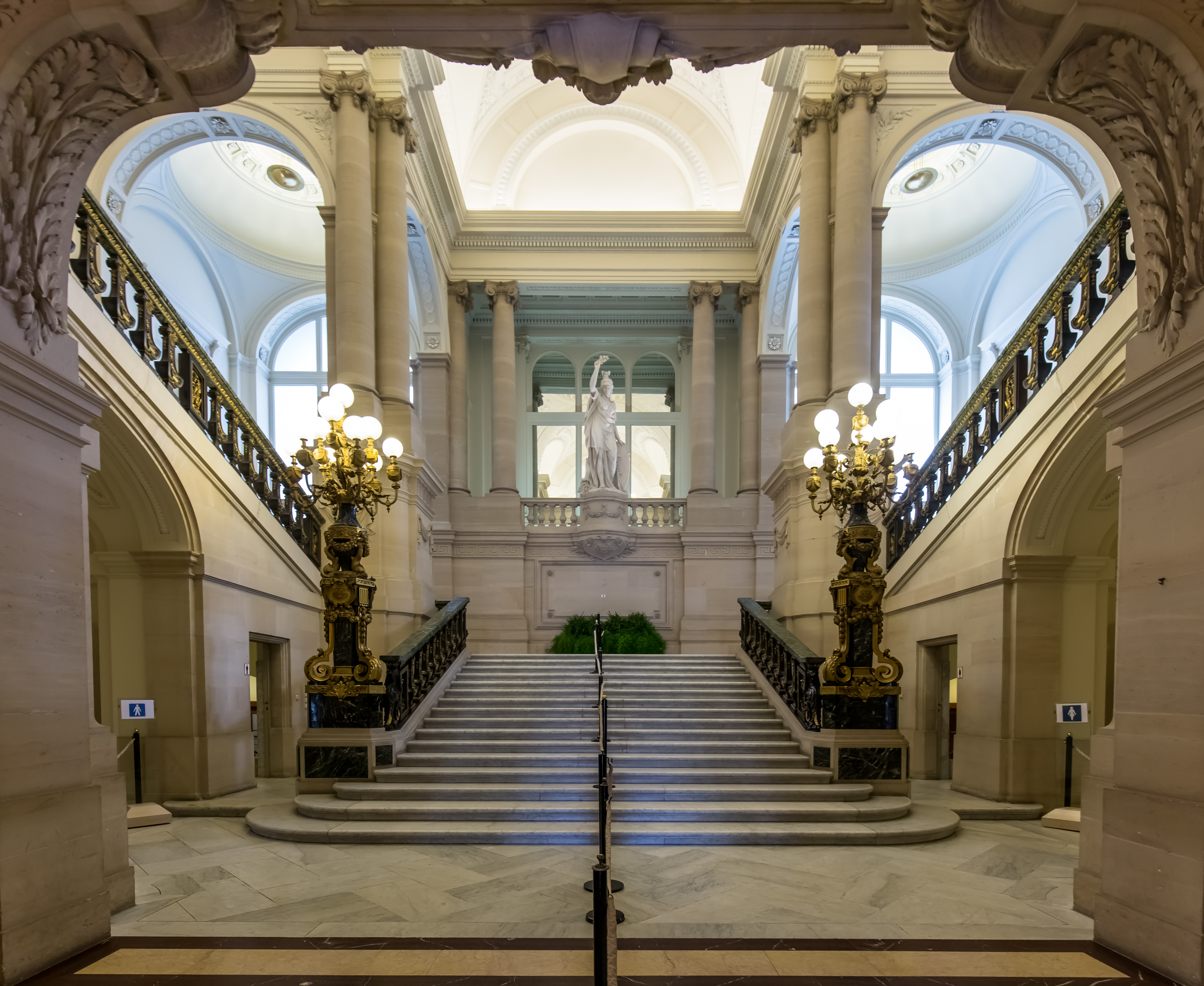
La scala d'onore

Il maestoso spazio, dalle proporzioni imponenti, fu progettato da Alphonse Balat per il re Leopoldo II del Belgio. Le pareti chiare e le colonne di pietra, il marmo bianco della vasta scalinata, il marmo verde della balaustra, la doratura, gli specchi e le finestre a bovindo, il marmo Minerva contribuiscono all'armonia dell'insieme.

### La Grande Anticamera

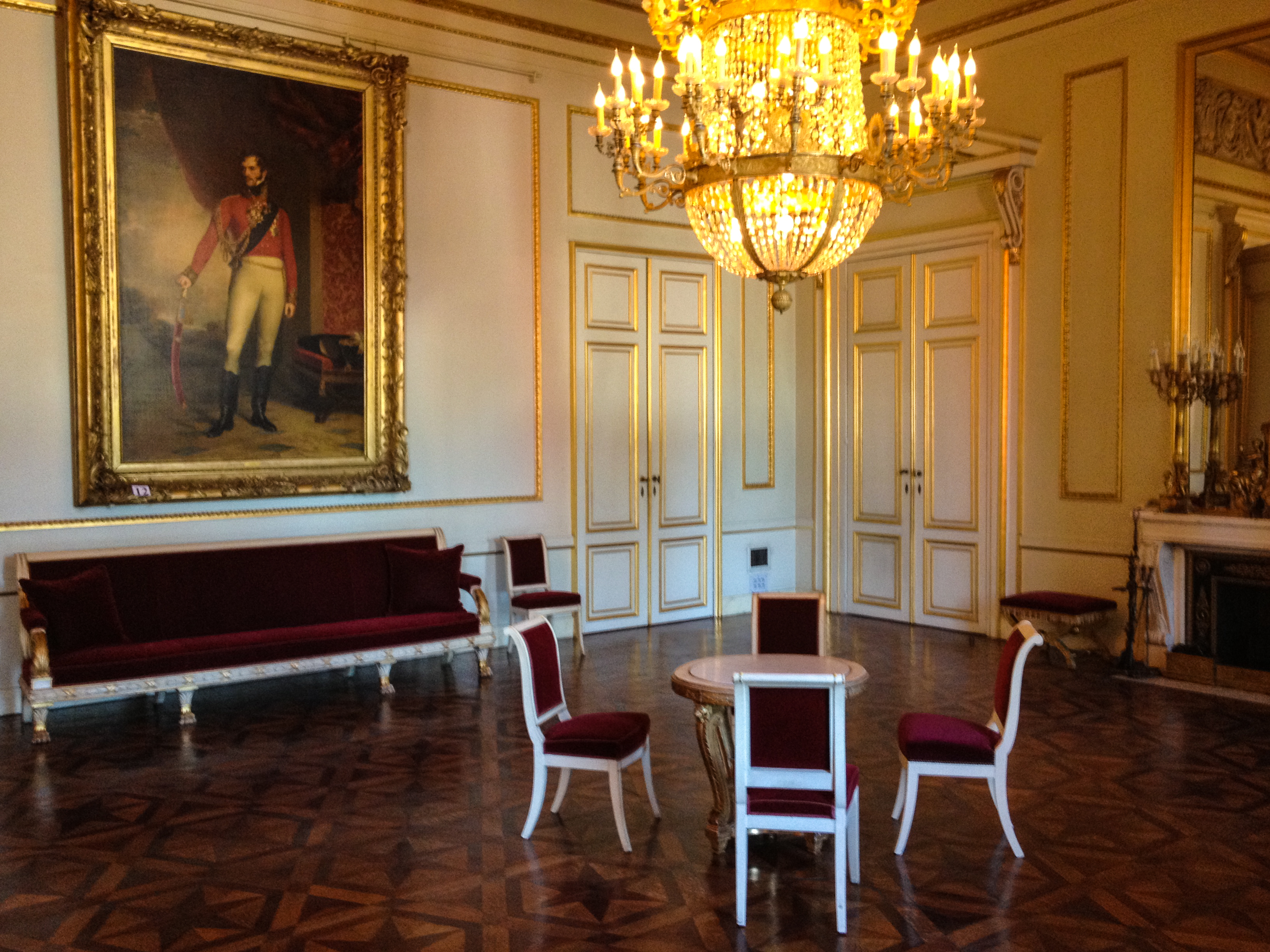
La Grande Anticamera con il ritratto di Leopoldo I del Belgio

La Anticamera del periodo olandese quando l'Olanda del Nord e del Sud sono stati uniti in un unico regno dopo la battaglia di Waterloo con re Guglielmo I dei Paesi Bassi (1815-1830). La storia politica è rappresentata sul fregio che adorna i contorni della stanza. I ritratti appesi del principe Leopoldo di Sassonia-Coburgo (futuro re Leopoldo I del Belgio) e sua moglie, la principessa Carlotta del Galles, sono del pittore inglese George Dawe (1781-1829).

### La Sala dell'Impero
La Sala dell'Impero si trova nella parte più antica del Palazzo. Qui c'era la sala da ballo dell'Austria. Dorature e bassorilievi, raffiguranti angeli danzanti e musica, testimoniano lo stile della fine dell'Ancien Régime. La stanza fu poi ingrandita sotto il regno di Guglielmo I dei Paesi Bassi.
I personaggi femminili sopra gli specchi risalgono a questo periodo e sono di Jean-Louis Van Geel. Un tappeto Kirman, che non poteva essere permanentemente esposto alla luce, veniva posizionato in alcune occasioni nel centro della stanza. Questo tappeto fu offerto a re Leopoldo II del Belgio dallo Shah di Persia Mozaffar al-Din Shah Qajar durante una visita di stato in Belgio nel 1900.
Les Fleurs du Palais Royal di Patrick Corillon è stato creato appositamente per questo spazio e adornato con le console dal 2004. È composto da 11 vasi di terracotta appartenenti a ciascuna delle province del paese e alla città di Bruxelles. Ogni piatto racconta una leggenda o storia relativa a fiori che sono i simboli delle province belghe e della capitale: l'iride per Bruxelles, la pervinca per le Fiandre orientali, per Namur la primula, il giacinto per Hainaut, il papavero per il Brabante fiammingo, la ginestra per il Limburgo, la viola per Liegi, il pomello dorato per il Brabante vallone, l'anemone per il Lussemburgo, l'erica per Anversa e la margherita per le Fiandre occidentali.

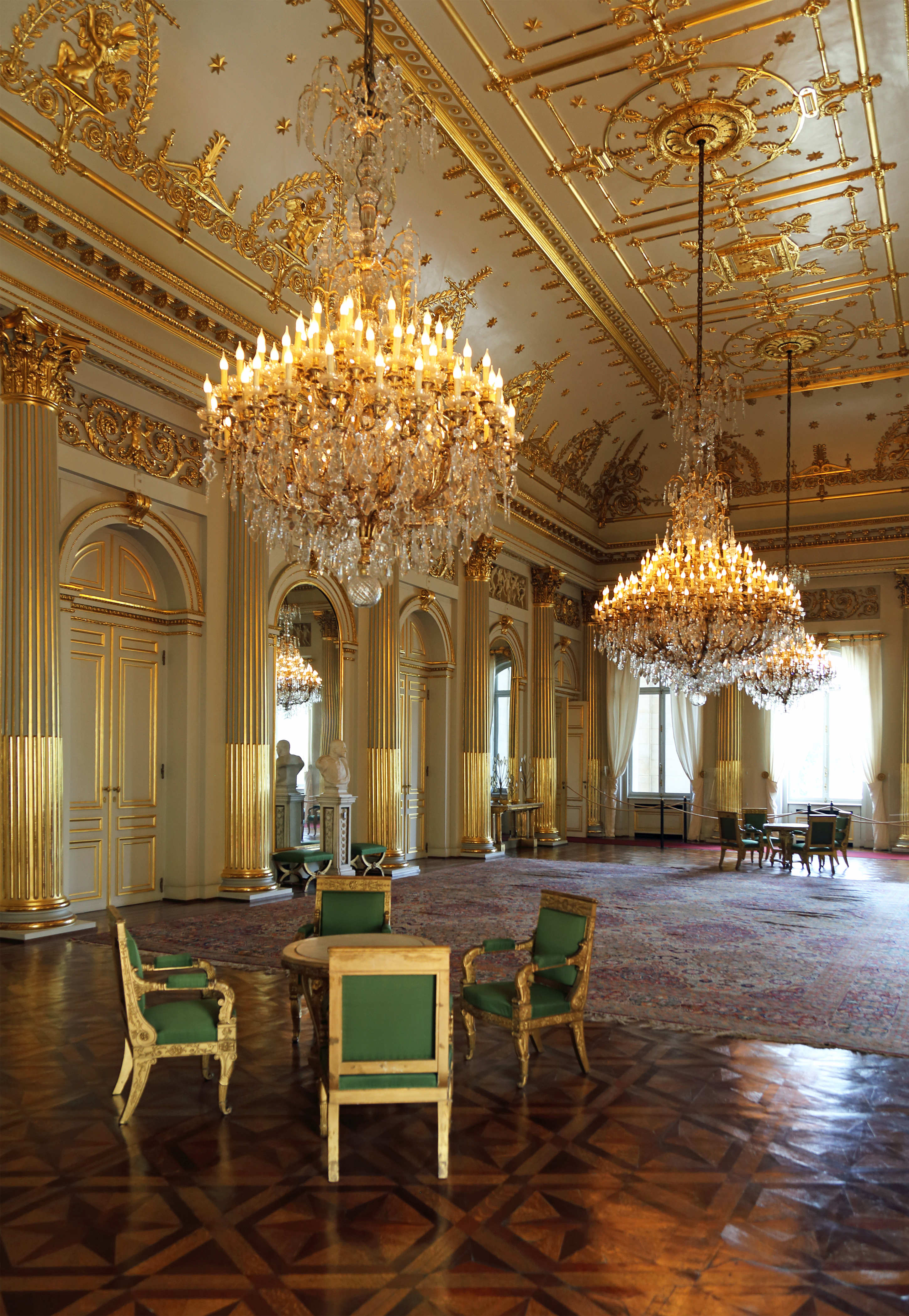
La Sala dell'Impero.

A quel tempo, questa bellissima ambientazione era la scena di concerti, balli della corte e altre cerimonie. Questo salone è ancora usato oggi per l'organizzazione di cerimonie. È qui che gli Ambasciatori vengono ricevuti quando presentano le loro credenziali al Re.

### Il Petit e il Grand Salon bianco
Le decorazioni originali del XVIII secolo sono state conservate. I mobili dell'Impero, un regalo di nozze offerto dal re francese Luigi Filippo a sua figlia Maria Luisa e Re Leopoldo I del Belgio, porta ancora la sua decorazione originale nell'arazzo di Beauvais.
Il Petit Salon Blanc è decorato con i ritratti della regina Maria Luisa e dei suoi genitori, il re Luigi Filippo e la regina Maria Amalia di Borbone.

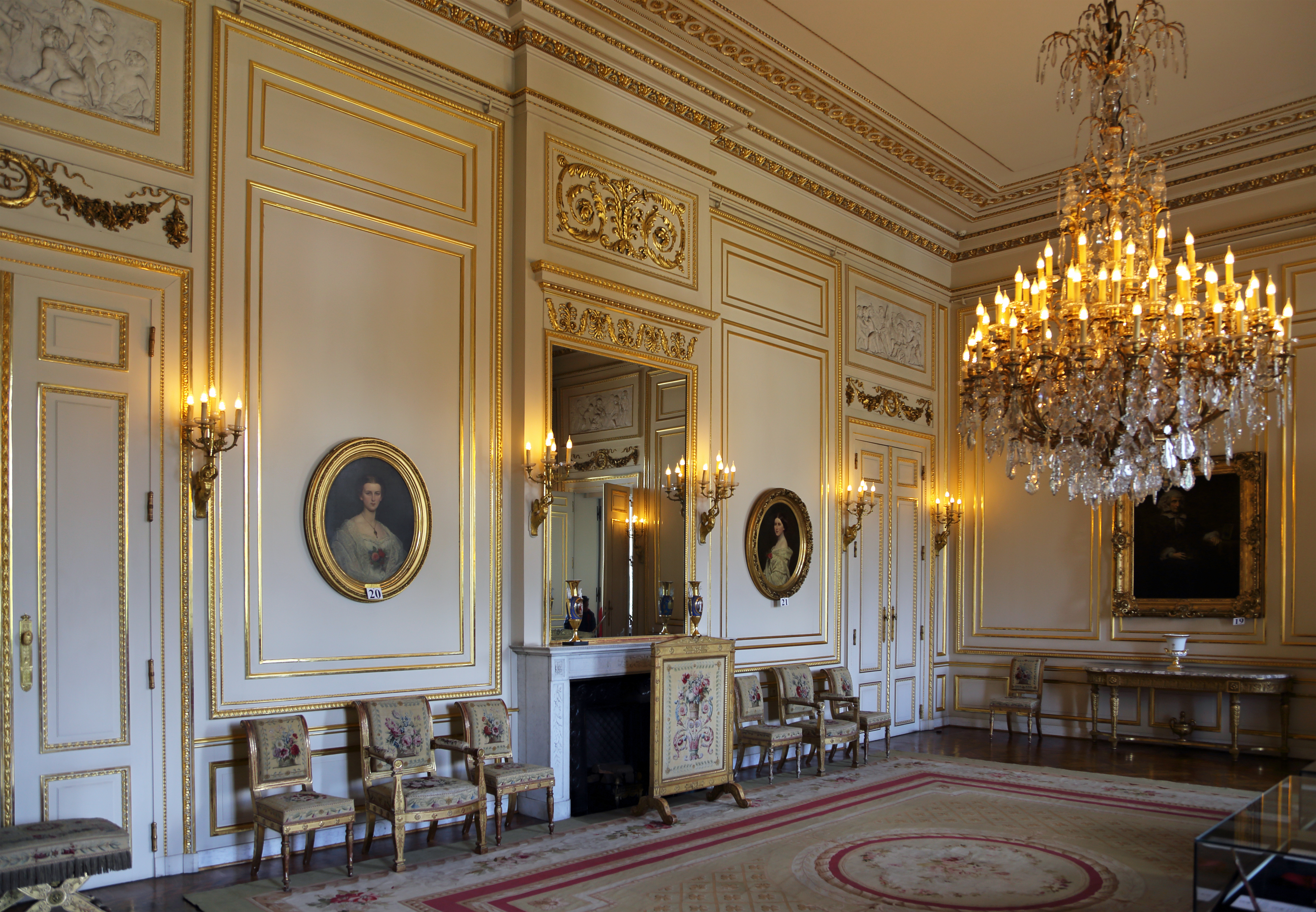
Il Petit Salon Blanc.
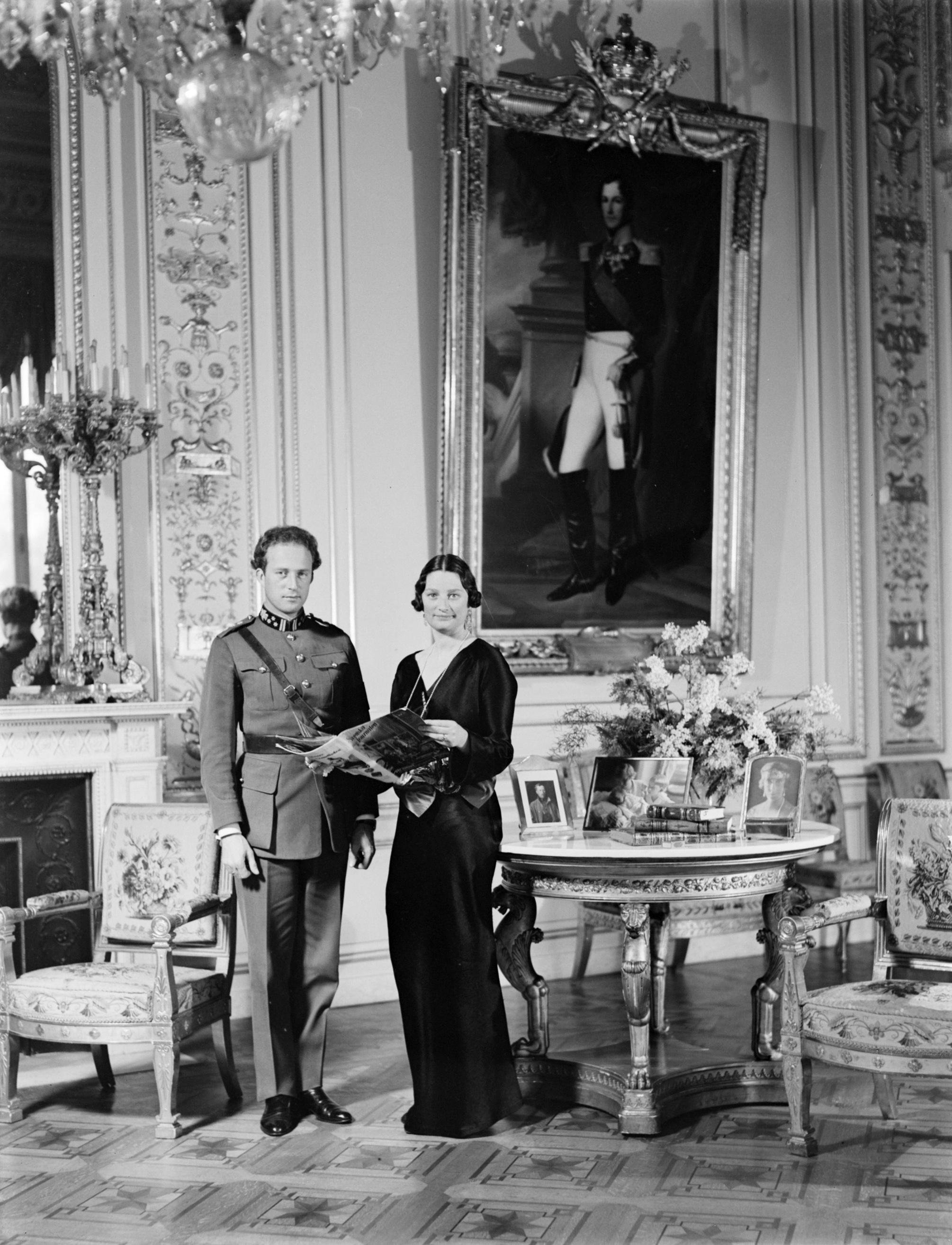
Re Leopoldo III del Belgio e la regina Astrid di Svezia nel Grand Salon bianco (1934).
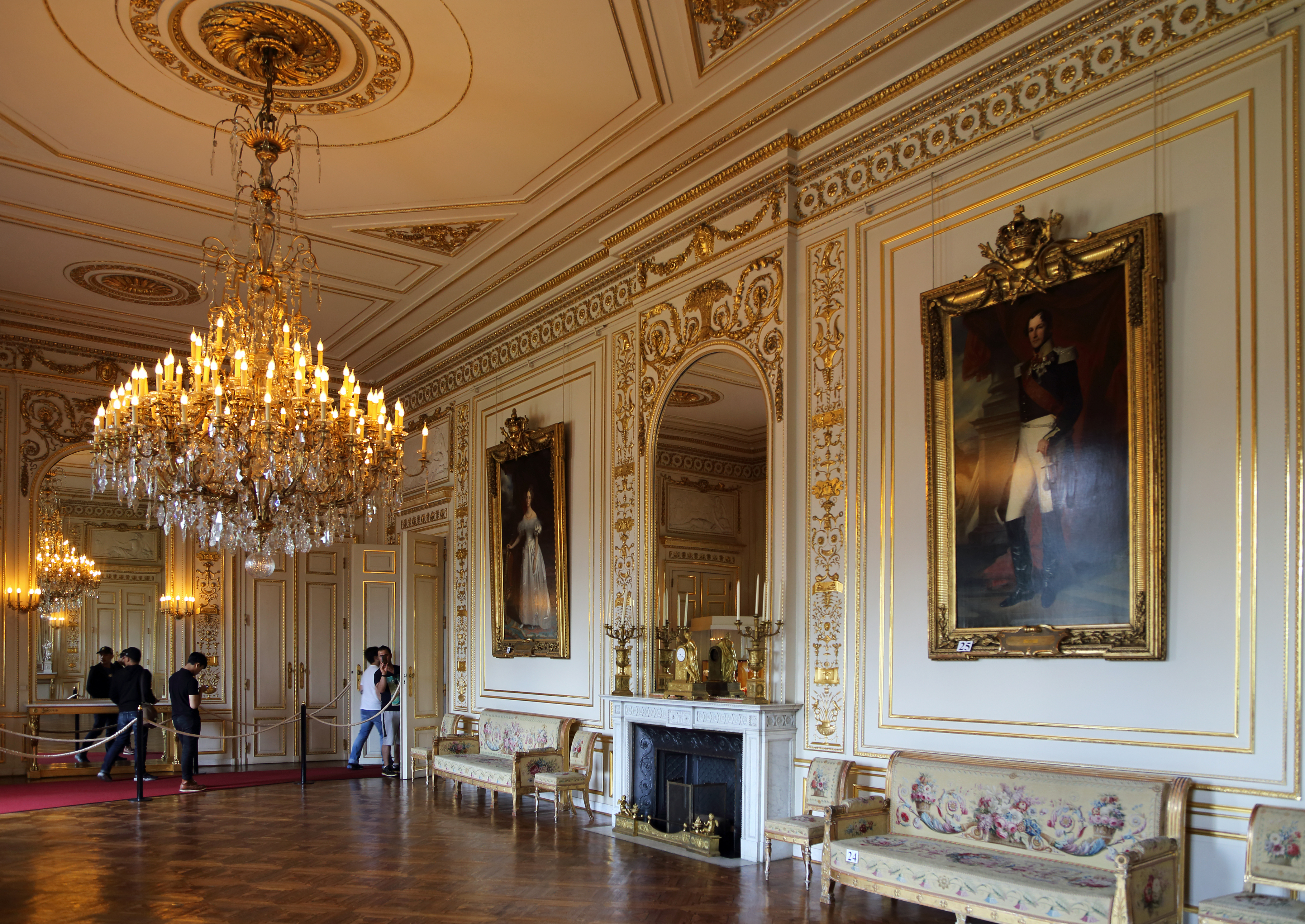
Grand Salon Blanc.

### Le scale di Venezia

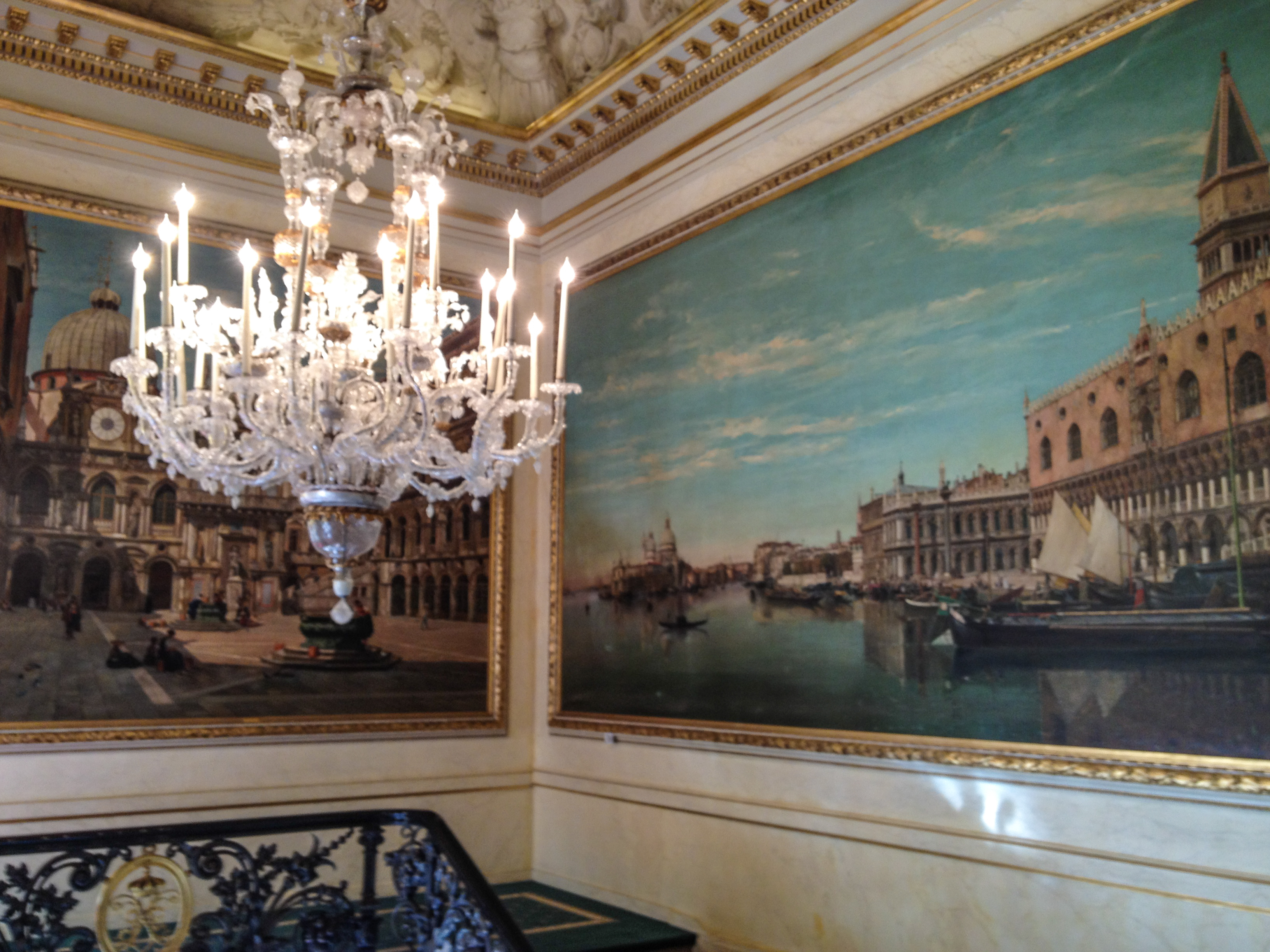
Le scale di Venezia. Da notare i dipinti di Venezia sulle pareti

Questa parte del palazzo fu rinnovata nella seconda metà del XIX secolo, sotto la supervisione dell'architetto Alphonse Balat. I grandi dipinti ad olio sono di Jean-Baptiste van Moer (1819-1884).

### La Sala Goya
Questo salone deve il suo nome agli arazzi "The dance", "The little blind" e "The water carrier". Questi arazzi sono stati tessuti a Madrid su disegno di Francisco Goya (1746-1828). Furono offerti al re Leopoldo I del Belgio dalla regina Isabella II di Spagna.

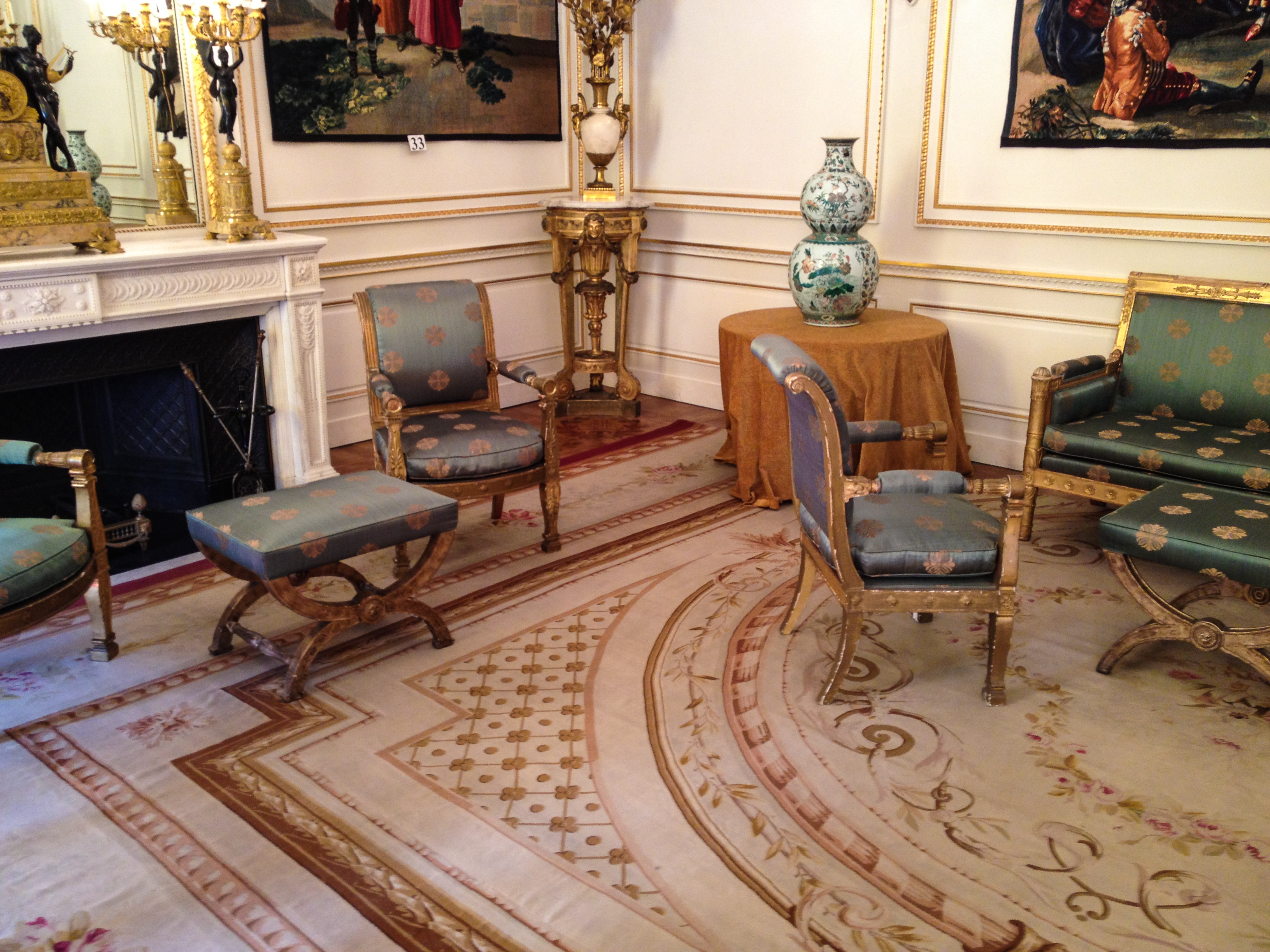
La Sala Goya.
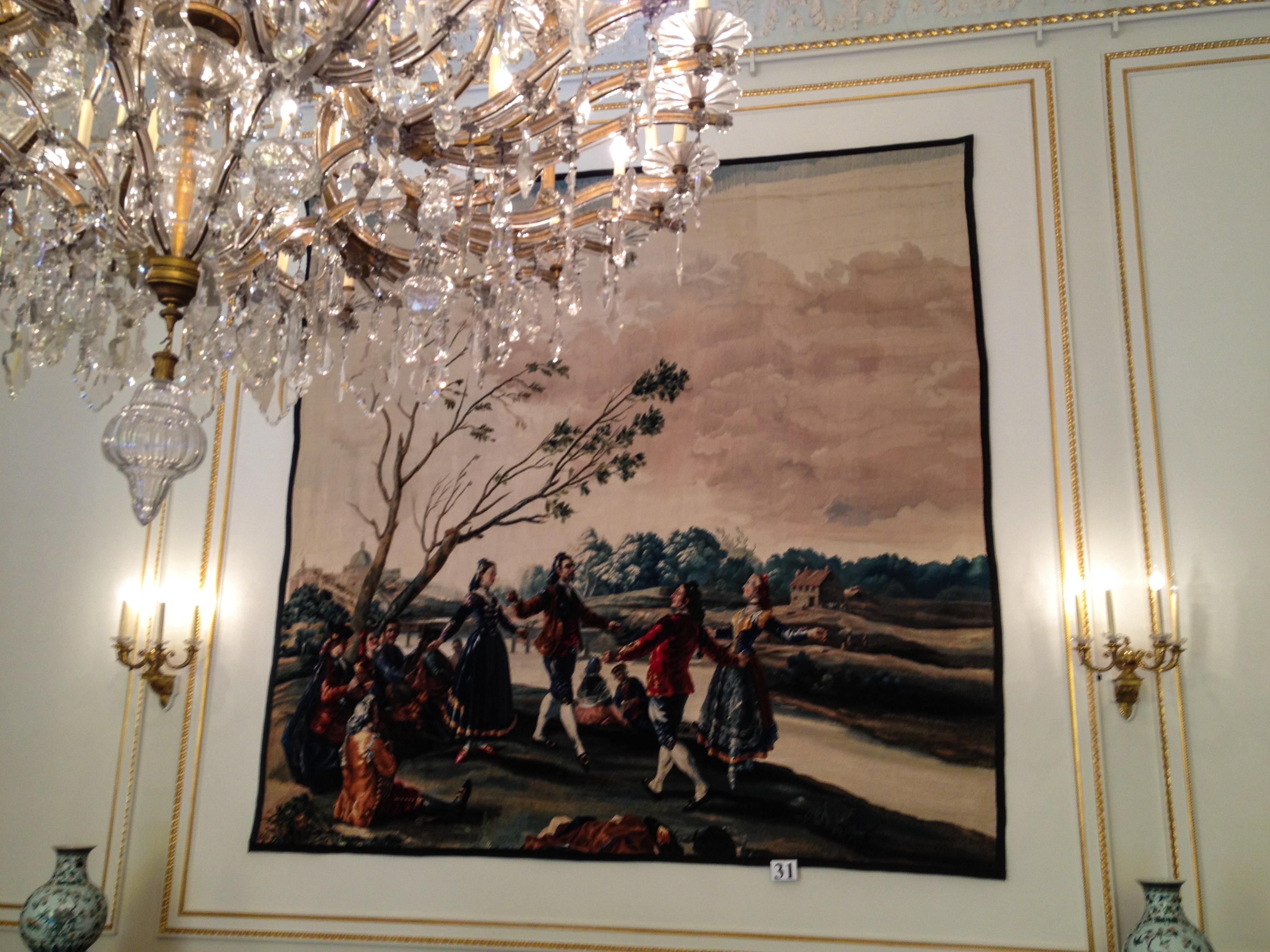
Uno dei tre arazzi dai disegni di Goya.

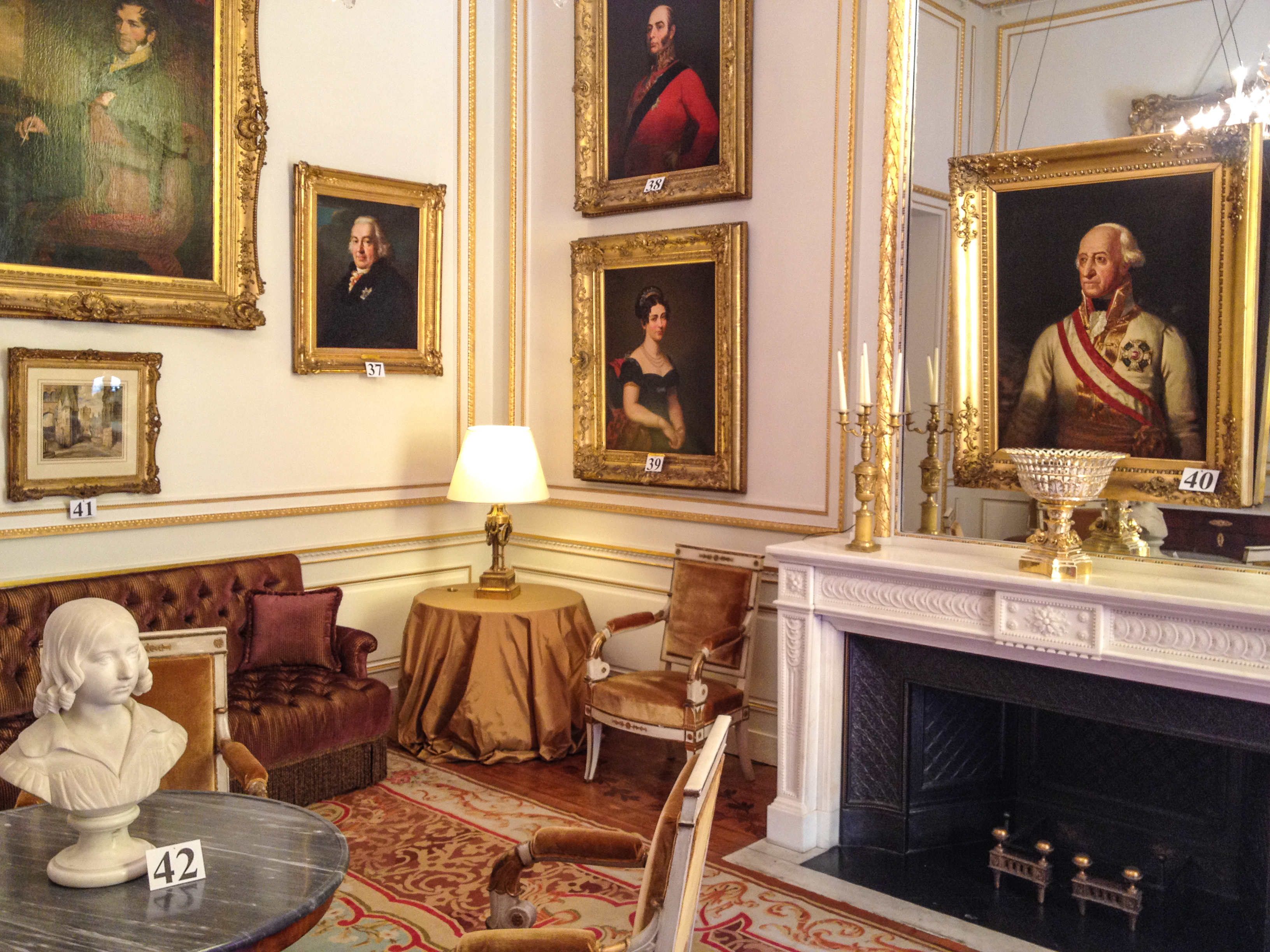
Il Salone Cobourg coi dipinti di Leopoldo I del Belgio e dei membri della famiglia Sassonia-Coburgo-Gotha.

### Il Salone Cobourg
I dipinti di questo salone rappresentano il re Leopoldo I del Belgio e membri della famiglia Sassonia-Coburgo-Gotha: i genitori di Leopoldo I, il duca Francesco Federico di Sassonia-Coburgo-Saalfeld e Augusta di Reuss-Ebersdorf; i genitori della regina Vittoria del Regno Unito, Edoardo, duca di Kent e Vittoria di Sassonia-Coburgo-Saalfeld che era una sorella del re Leoplodo I. Il ritratto del principe Federico Giosia di Sassonia-Coburgo-Saalfeld, un prozio del re Leoplodo I e un ritratto ufficiale della regina Luisa Maria.

### Il Salone di Luigi XVI

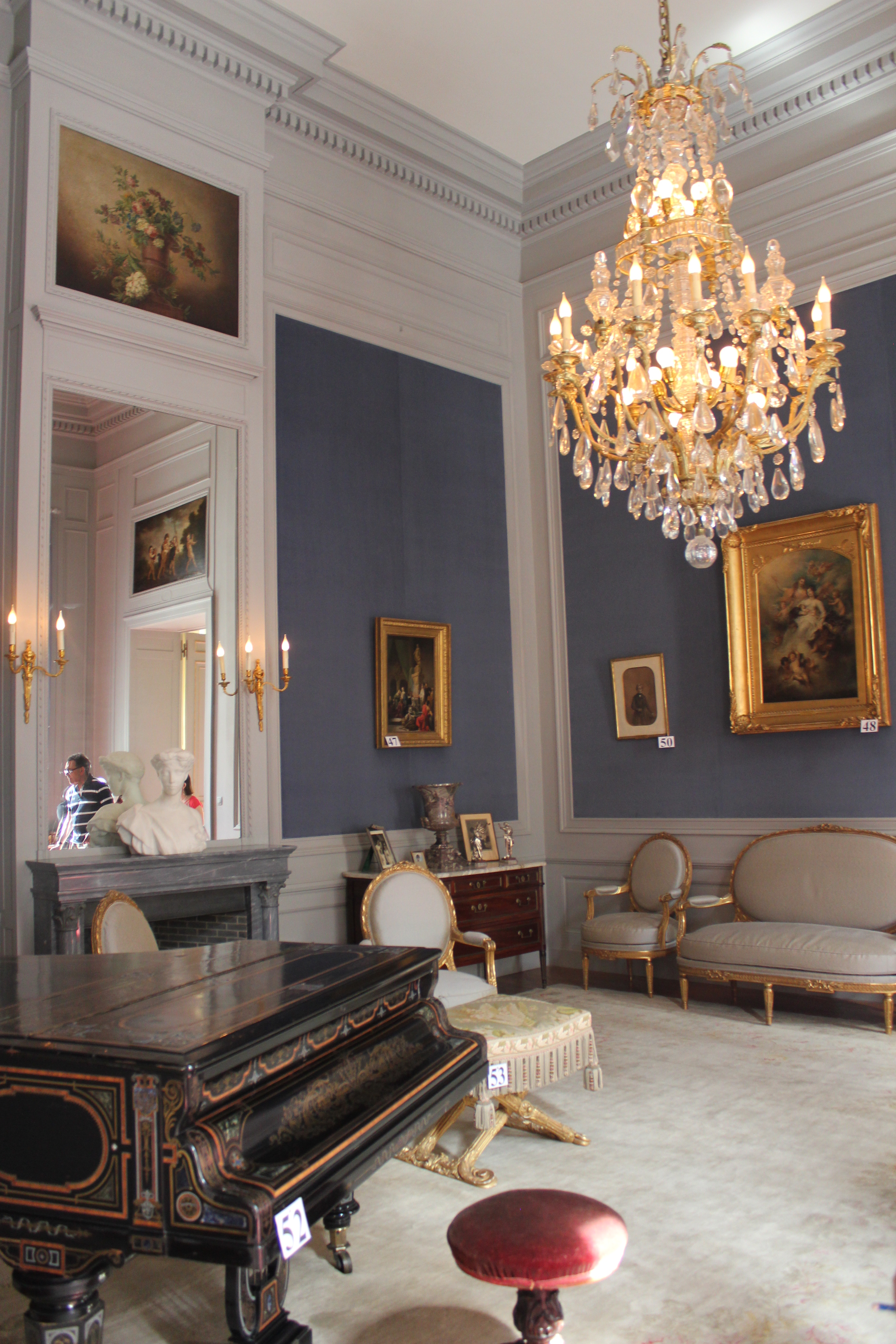
Il Salone di Luigi XVI. Da notare lAllegoria della morte della principessa Charlotte, un'opera del pittore ritrattista e storico Arthur William Devis

Il Salone di Luigi XVI, come il Salon Bleu o il Salon aux Pilastres e il Salon des Maréchaux, risale all'epoca del re Guglielmo I dei Paesi Bassi. Il salone Luigi XVI fu usato all'epoca come anticamera. È stato quindi convertito in un soggiorno. Accanto ai ritratti dei membri della famiglia del re Leopoldo I del Belgio sono alcune tele della sua collezione personale. La rappresentazione della sua prima moglie defunta, Allegoria della morte della principessa Charlotte, è un'opera del pittore ritrattista e storico Arthur William Devis (1762-1822). L'opera Lakei di Michaël Borremans fu aggiunta al salone Louis XVI durante la sua ristrutturazione nel 2010.

### Il Salone blu (Salone dei Pilastri)
Questa sala era in origine una sala d'attesa e poi divenne una sala da pranzo per alti dignitari. Le poltrone in stile impero fanno parte dei mobili utilizzati da Napoleone Bonaparte e Giuseppina de Beauharnais. L'arpa fu probabilmente usata dalla regina Luisa d'Orléans.
Il ritratto di re Leopoldo I del Belgio, risalente al 1846, fu dipinto da Franz Xaver Winterhalter.

### Il Salone dei Marescialli
Questa stanza era originariamente la sala delle udienze del re Guglielmo I dei Paesi Bassi. È stato ristrutturato nel 2010 e vi sono stati installati i lavori di Michaël Borremans. I dipinti raffigurano un "lacchè" del Palazzo in situazioni insolite.
Il globo terrestre Erdglobus für den Weltverkehr (1909) e l'ufficio cilindri erano originariamente nell'ufficio del re Alberto I del Belgio. L'orologio è un'opera notevole del famoso astronomo e orologiaio Liersois. Si compone di vari quadranti che indicano la data, il giorno della settimana, il mese, i segni dello zodiaco, tra le altre cose.

### La Sala del Trono
Costruita durante il regno di re Leopoldo II del Belgio, questa sala è decorata al centro con quattro bassorilievi di Auguste Rodin. Rappresentano otto attività economiche che simboleggiano le province belghe, ad eccezione del Brabante, che ha il Palazzo sul suo territorio. La Schelda e la Mosa, simboli delle Fiandre e della Vallonia, realizzati da Thomas Vinçotte, ornano la parte superiore delle porte. Pavimenti in quercia e legni esotici, lampadari in bronzo e dorature conferiscono alla Sala del Trono un aspetto monumentale e prestigioso.

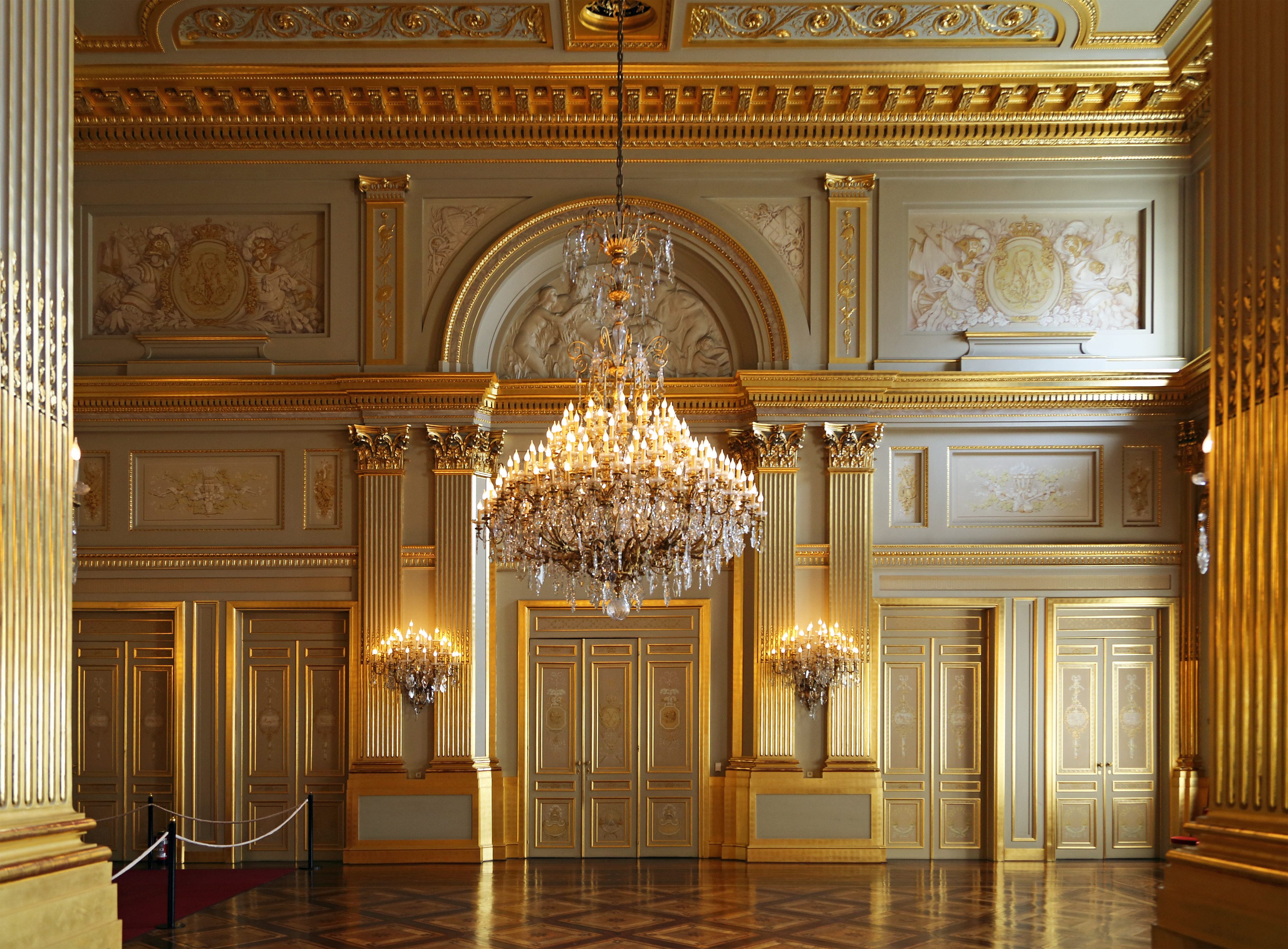
La Sala del Trono
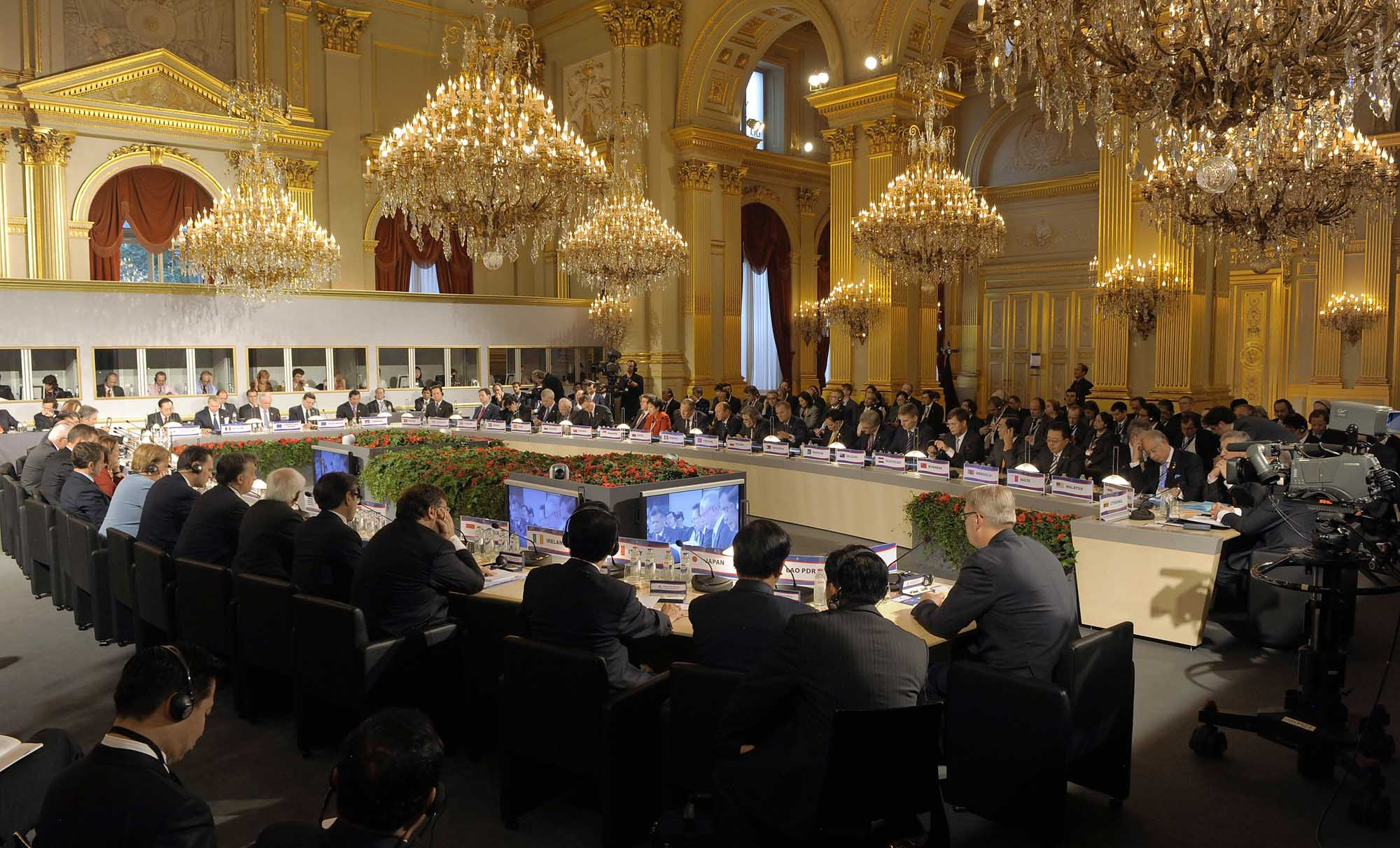
La sala del trono durante l'Asia-Europe Meeting nel 2010.

### La Sala del Marmo
La Sala del Marmo si trova nella parte posteriore del Palazzo. Deve il suo carattere nobile all'abbondante uso del marmo verde e ai ritratti dei cavalieri. Il ritratto di Godefroid De Bouillon e l'imperatore Carlo V d'Asburgo sono opera dell'artista Louis Gaillait (1870-1887). Si riferiscono alle origini storiche del giovane stato belga, che in origine era la sala da pranzo del re Leopoldo II. Le principali cucine del palazzo si trovano nelle cantine sotto la Sala del Marmo, ma le stufe più vecchie di un secolo e mezzo non sono più in uso.

### La Grande Galleria

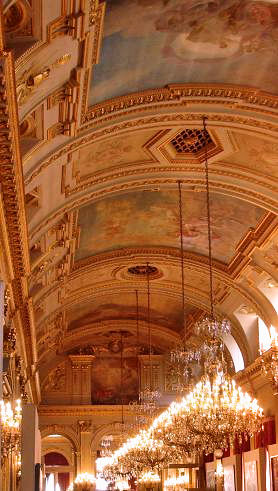
La Grande Gallerie

Questa sala di gala fu costruita durante il regno di re Leopoldo II del Belgio. Ancora oggi, questa sala è l'ideale per organizzare cene e ricevimenti. I dipinti sul soffitto, opere di Charles-Leon Cardon (1850-1921), rappresentano i diversi momenti della giornata: dall'ombra al tramonto. L'artista è stato influenzato dal lavoro dei maestri pittori del Louvre e della Reggia di Versailles.

### La Sala degli Specchi

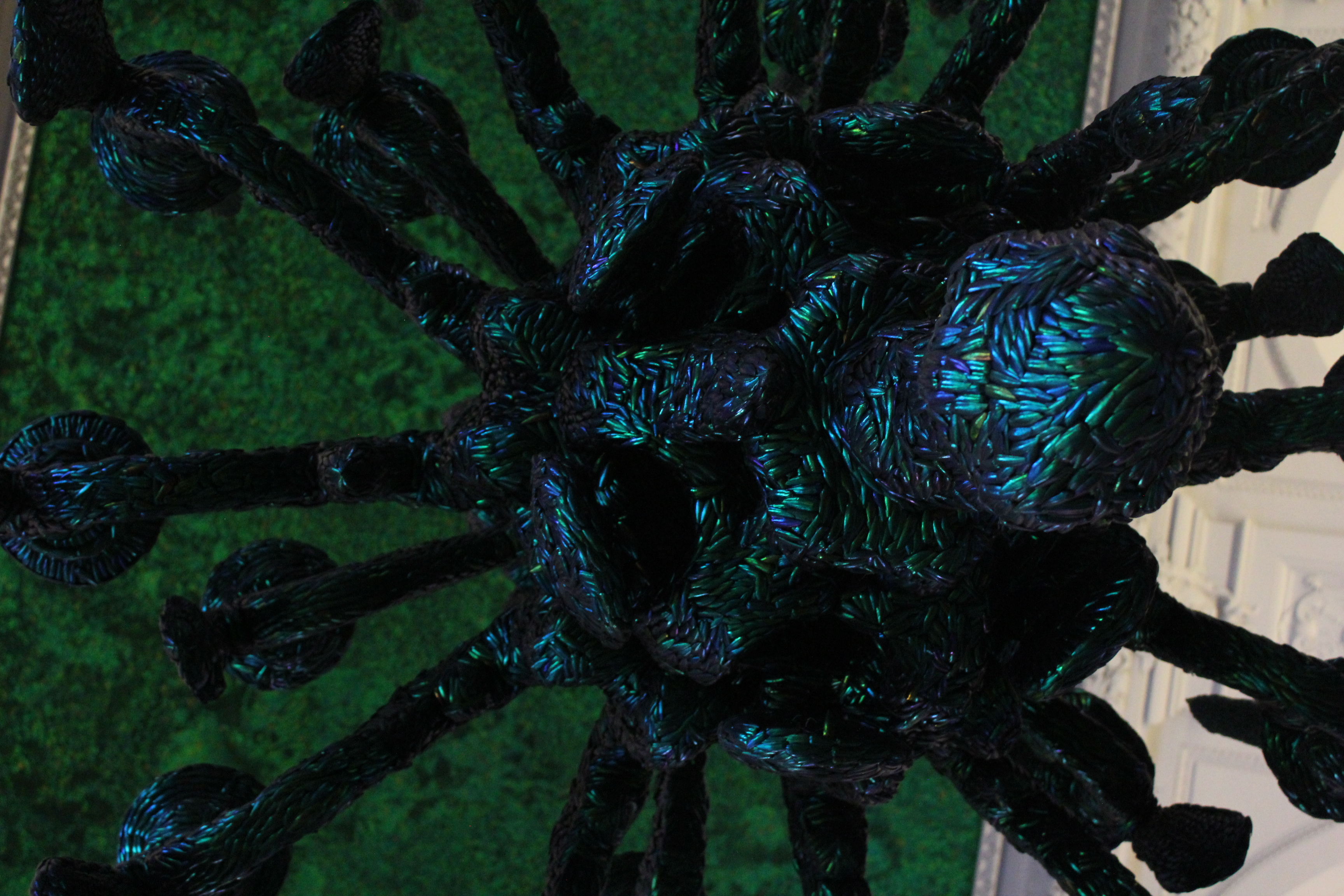
Lo scenografico lampadario della Sala degli Specchi ricoperto da Jan Fabre per volontà della regina Paola del Belgio con 1.4 milioni di scarafaggi thailandesi, che riflettono la luce e danno alla sala un'energia unica

Questa sala, la cui costruzione fu iniziata durante il regno di Re Leopoldo II del Belgio, evoca il Congo. Le pareti sono decorate con marmo e rame. Il re Alberto I del Belgio fece completare il lavoro, con specchi appesi alle pareti, originariamente destinati a scene allegoriche che ricordavano l'Africa. 
Nel 2002, a Jan Fabre è stata data l'opportunità di creare un'opera d'arte in questo spazio. Coprì il soffitto e uno dei tre lampadari con quasi un milione e mezzo di scarafaggi. Questo lavoro è intitolato "Heaven of Delight" o "The Garden of Pleasures". Questa stanza è sempre usata regolarmente per l'organizzazione di eventi.

### Il Salone del Pensatore (Salon Carré)
Questo soggiorno prende il nome dall'orologio con una riproduzione in bronzo di Il Pensoso di Michelangelo, che adorna il camino. 
Questo spazio è usato come cappella in caso di morte di un membro della famiglia reale.